# 2012年のテレビ (日本)
2012年のテレビ（2012ねんのテレビ）では、2012年のテレビ分野（主に日本）の動向についてまとめる。

## 概説
東日本大震災から1年を迎えたこの年、本来なら2011年7月24日に47都道府県で一斉に実施するはずだった地上アナログ放送の終了（デジタル完全移行）が、震災の甚大な被害による特例措置で延期（アナログ放送の延長）となっていた岩手・宮城・福島の3県でも、既に移行した44都道府県より8か月遅れる形で3月31日にアナログ放送を終了し、これで日本全国においてデジタル化が完了した。
一方で、前年秋から順次放送開始されたBSデジタル放送の新規チャンネルも、3月にJ SPORTS 3・4、IMAGICA BSなど7チャンネルが放送を開始し、31チャンネルに増加、110度CS放送も12月1日までに帯域の再編と新規チャンネル開始・HD移行が完了。4月には、終了した地上アナログ放送の電波帯域を利用して新たに、スマートフォンなどの携帯端末向けマルチメディア放送（V-High）が放送を開始。また東京都墨田区に地上デジタル放送用集約電波塔、東京スカイツリーが完成、10月1日より東京メトロポリタンテレビジョン（TOKYO MX）がその先頭を切って送信を開始した。この他、CS放送のスカパー!が10月よりスカパー!e2を含め「スカパー!」にブランド統一され、スカパー!HDとスカパー!光は統合する形で「スカパー!プレミアムサービス」とする等の再編を行った。さらに放送番組とSNS（Twitter、facebookなど）による連動も増加するなど、大きな変革を迎えた。
この年はロンドンオリンピックが開催され、NHK・民放各局で各種競技が連日中継された（後述）。そして、暮れには日本の政治情勢の変転を受け衆議院解散（近いうち解散）となって第46回衆議院議員総選挙が施行され、地上デジタル放送開始後初の大型国政選挙報道に各テレビ局が全力を上げて取り組んだ。

## ロンドンオリンピック
7月27日〜8月12日（日本時間）の17日間にわたり開催されたロンドンオリンピックは、北京大会での放送体制と同様、日本放送協会（NHK）と日本民間放送連盟（民放連）によるジャパンコンソーシアムでの放送体制となった。地上波中継ではNHK Eテレ放送分とテレビ東京系列放送分を除きリアルタイム字幕放送を行った。
NHKでの放送
NHKでは総合テレビとBS1で放送。一部競技についてはEテレでも放送。6月20日の総局長会見で発表された優先放送競技は以下のとおり。
- 開会式
- 柔道（女子48kg・57kg・70kg・78kg超、男子60kg・73kg・90kg・100kg超）
- 競泳（男子100m平泳ぎ予選・男子200mバタフライ・女子200m平泳ぎなど）
- 体操（男女の団体決勝・女子個人総合・8月5日 - 6日にかけての個人種目別決勝）
- サッカー女子（8月3日の準々決勝・9日の3位決定戦と決勝）
- 男子マラソン
- シンクロナイズドスイミング（デュエット決勝）などを放送（優先放送）。
- 閉会式

総合では、午前中を「見逃しゾーン」という編成とし、決勝種目中心に録画放送。BS1では「五輪まるごと、BS1」のキャッチコピーで、全26競技すべてを柔軟に取り上げることにより、スポーツファンの期待に応える、とした。放送予定時間は総合が230時間（前回北京オリンピック時が198時間44分）、BS1が350時間（前回352時間）、ラジオ第1が103時間（前回124時間21分）。なお、ラジオ中継はNHKネットラジオ らじる★らじるでも同時配信を行った。
テレビ放送の完全デジタル化後初のオリンピック大会であり、NHKではデータ放送のトップ画面を開催期間中はオリンピック仕様にし、現地から送られる公式競技結果を全競技・全種目ほぼリアルタイムで提供する（インターネット接続なら開催期間中の全競技結果を参照可能）、とした。
PC向け・フィーチャーフォン向け・スマートフォン向けの特設サイト を設け、リアルタイムでの競技速報・競技結果・ハイライト動画・国際映像を独自に編集した動画を配信。ダイジェスト動画にはSNSの共有機能が搭載、またアクトビラのサービスである「アクトビラ ビデオ・フル」対応のテレビ（一部機種対象外）で、ハイビジョン画質のダイジェスト動画を無料で配信。また、NHKオンデマンドでは9月11日まで総合テレビ・Eテレ・BS1で放送されたものに加え、テレビ中継で放送されないインターネット配信中継（ライブストリーム）を含めたすべての種目（開会式・閉会式も含む）を見逃し番組サービスとして配信（ただし、すべての内容が配信されるとは限らない）を行った。
期間中、スーパーハイビジョンを駆使したパブリックビューイングが東京・渋谷（NHKスタジオパーク・みんなの広場ふれあいホール）と秋葉原「ベルサール秋葉原」、そして福島放送局にて開催された。
- 現地キャスター:山岸舞彩。

日本民間放送連盟
2012年6月14日に概要発表。7月13日に民放テレビ放送枠（地上波、BS）が発表された。地上波で放送の主要競技は以下の通り。
- 日本テレビ - 競泳男子100m平泳ぎ決勝（7月30日深夜）・体操男子個人総合決勝（8月1日 - 2日深夜）
- TBSテレビ - 柔道男子66kg級・女子52kg級決勝（7月29日夜 - 30日深夜）・レスリング女子フリースタイル55kg級・72kg級決勝（8月10日深夜）
- フジテレビ - 女子マラソン（8月5日）・陸上女子400m決勝ほか（8月7日深夜）
- テレビ朝日 - 陸上男子ハンマー投げ・男子100m決勝（8月6日深夜）・競泳男子200m平泳ぎ予選ほか（7月31日夜）
- テレビ東京 - 柔道男子81kg級・女子63kg級決勝（7月31日夜 - 8月1日深夜）・卓球女子団体準決勝（8月6日夜）

BSでは地上波の中継種目を2時間のダイジェスト版として、昼の時間帯（正午）に放送された。
民放連合同の公式サイト「gorin.jp」 を開設し、開幕前のプレサイトではロサンゼルス大会から前回夏季の北京大会までのダイジェストシーンやPR動画を配信、7月中旬の本オープンからは最大2,000本以上の各種目のダイジェスト動画配信や、民放各局の放送予定などを掲載した。また、今回は「gorin.jp」のTwitter やfacebook の公式アカウントが開設されたほか、iOSやAndroid向けの公式アプリも提供された。
大会に合わせ、民放キー局で五輪キャスターを担当する女性アナウンサー（日本テレビ：徳島えりか、テレビ朝日：竹内由恵、TBS：出水麻衣、テレビ東京：大橋未歩、フジテレビ：本田朋子）が出演するCMを民放132局で放送。
各局のメインキャスターは以下のとおり。
- 日本テレビ:櫻井翔（嵐）。スペシャルサポーターに上田晋也（くりぃむしちゅー）、柔道家の野村忠宏。また「キャプテン」として明石家さんまを起用。
- TBSテレビ:中居正広（SMAP）。サブMCは出水麻衣・枡田絵理奈（ともにTBSアナウンサー）。アスリートキャスターに高橋尚子、またアスリートコメンテーターとして為末大（陸上競技）、古賀稔彦（柔道）、山本美憂（レスリング）、小椋久美子（バドミントン）、福田正博・大竹七未（サッカー）が出演。
- フジテレビ:国分太一（TOKIO）。
- テレビ朝日:松岡修造。また、テーマ曲「GAME」を歌う歌手・俳優の福山雅治がスペシャルゲストで出演した。
- テレビ東京:佐藤隆太（俳優）。現地キャスターには古閑美保（元プロゴルファー）を起用。

この他、民放連準会員であるスマートフォン向けマルチメディア放送のNOTTVでも生中継及び録画放送を実施。
なお、大会期間中の地上波全体の平均視聴率はNHKが9.2%、民放が7.4%（関東地区、ビデオリサーチ調べ）であった。また、五輪放送をめぐる収入では、民放全体における収支が1984年のロサンゼルス大会以降で初の赤字となった（金額は公表せず）。

### インターネット中継
ジャパンコンソーシアムでの生中継に含まれない競技種目について、インターネットにて延べ1000時間に亘り配信を行った。
2012年6月にNHKが総務大臣の認可を得たことで概要が発表され、NHKは五輪特設サイト内で1日最大20種目を最大8チャンネルで延べ1000時間程度（ただし、日本語による実況音声は一切なく、現地音のみ）、民放も共同の公式動画サイト「gorin.jp」で2チャンネルで延べ約150時間に亘り配信した。

## テレビ番組関係の出来事

### 年間
- この年のNHK大河ドラマ『平清盛』（1月8日 - 12月23日、全50回）の平均視聴率は12.0%（関東地区、ビデオリサーチ調べ）と、大河ドラマ史上最低を記録[22][注 3]。
- フジテレビ系『めざましテレビ』第2部（6:10-8:00）が平日朝6〜8時の帯番組の年間平均視聴率が10.1%で4年連続首位（同）[23]。
- TBS系『ひるおび!』第2部（11:55-13:55）が平日12〜14時の帯番組の年間平均視聴率5.9%（同）で初の首位獲得[24]、また12時台単独では『笑っていいとも!』（フジテレビ系）が23年連続首位[25]。

### 1月
- 7日 - NHK総合で東日本大震災当時の状況を綴るドキュメンタリー番組『あの日 わたしは〜証言記録 東日本大震災〜』が放送開始。毎月最終日曜日に長編ドキュメンタリーも1月から放送を開始した。
- 11日 - BSジャパン『だいすけ君が行く!!ポチたま新ペットの旅』（旅人：松本秀樹）は2時間の拡大版として、前年11月29日に急逝した旅犬・だいすけ君を追悼する特番を放送。テレビ東京でも13日・20日の2週にわたり放送された。なお、同番組は18日以降「だいすけ君メモリアル」と題した傑作選で凌いだ後、3月7日よりだいすけ君の後継の旅犬として、兄姉犬の「エルフ」「翼」「ロック」の3匹と、映画『LOVE まさお君が行く!』でかつての旅犬・まさお君を演じた「ラブ」が交替制で出演、番組名も『ポチたまペットの旅』に改題[26]。6月6日からは3代目旅犬・まさはる君が登場、同時に番組名も『まさはる君が行く!ポチたまペットの旅』に変更[27]。
- 14日 - テレビ東京系『田勢康弘の週刊ニュース新書』に、野田佳彦内閣総理大臣（当時）が生出演。前日に執り行った内閣改造や今後の政策などについて語った。
- 19日 - フジテレビが1987年から放送してきたF1グランプリについて、2012年より地上波での中継を放送を取り止めBSフジへ移行することを発表。CS放送では引き続き全レース完全生中継で放送を継続[28]。
- 20日 - NHK総合『スタジオパークからこんにちは』司会のアナウンサー青山祐子が産前産後休業入りのため降板[注 4]。
- 25日 - フジテレビ系にて、香取慎吾（SMAP）・山崎弘也（アンタッチャブル）出演のロケバラエティー『おじゃマップ』がレギュラー放送開始（後にタイトルを『おじゃMAP』と改め2018年まで放送）。
- 27日 - テレビ朝日系『報道ステーション』、栗山英樹に替わり、前年でプロ野球選手を引退した工藤公康がこの日の放送からスポーツキャスターとして出演。

### 2月
- 5日 - テレビ東京系『太一×ケンタロウ 男子ごはん』レギュラーのケンタロウ（料理研究家）が、この日未明オートバイを運転中、東京都新宿区南元町の首都高速4号新宿線外苑出口のカーブを曲がりきれずに、6mの高さより落下する単独事故を起こし重傷[29]（詳細は男子ごはん#ケンタロウの事故・療養を参照）。ケンタロウの事故による療養に伴い、3月中は過去の放送分を「ベストセレクション」として再放送し[30]、4月以降はケンタロウの代役として月替わりでゲストが登場。同局はケンタロウの復帰を待つ方針としていたが、6月末、ケンタロウが治療専念のため降板[31]。
- 7日 - テレビ朝日系『報道ステーション』にて、岩手県北上市の落雪事故のニュースで、事故死した女児の顔写真を取り違えて放送。翌8日の放送で、キャスターの古舘伊知郎が謝罪した[32]。
- 16日 - NHK松山放送局が『おはようえひめ』（愛媛県域向けローカルニュース）にて「窃盗の疑い 愛媛大学教授 逮捕」という誤った字幕スーパーを2秒間表示するミスが発生。同放送局はこの日のニュースなどで謝罪・訂正した[33]。
- 29日 - TBS系にて『ザック&なでしこ W代表戦2試合連続生中継』と銘打ち約5時間半のサッカー中継を放送、ザッケローニ監督率いる男子代表の2014 FIFAワールドカップ・アジア3次予選最終戦（対ウズベキスタン戦）と、佐々木則夫監督率いる女子代表が出場のアルガルヴェ・カップ開幕戦（対ノルウェー戦）をそれぞれ生中継した。平均視聴率は男子22.5%、女子18.7%（関東地区、ビデオリサーチ調べ）[34]。

### 3月
- 3日〜30日 - 毎日放送『ちちんぷいぷい』の企画「世界一周」第3弾は「吉竹史の世界一周桜物語〜咲いたらさんが通る〜」と題し、吉竹史（同局アナウンサー）が世界一周の旅を敢行した。
- 4日 - 日本テレビ系『真相報道 バンキシャ!』に野田佳彦総理（当時）が生出演。東日本大震災関連事象や今後の政治情勢などについて語った。
- 10日・11日 - 11日で東北地方太平洋沖地震（東日本大震災）から1年、各局で震災特別番組を放送。
- 11日 - 東海テレビ制作・フジテレビ系にて『名古屋ウィメンズマラソン2012』を生中継（以後、毎年3月開催）。なお同大会は1984年から2010年まで27年間開催された『名古屋国際女子マラソン』の後継[注 5] で、この年はロンドン五輪女子マラソン代表選考レースとなった。
- 14日 - フジテレビ系『ザ・ベストハウス123』がレギュラー放送を終了[35]。
- 17日 - 1991年にNHK衛星第2（当時）で放送開始し、2011年4月よりBSプレミアムで放送していた書評番組『週刊ブックレビュー』が終了、21年の歴史に幕。
- 21日 - 関西テレビ・フジテレビ系『グータンヌーボ』が最終回を迎え『グータン〜自分探しバラエティ〜』『空飛ぶグータン』『〜ヌーボ』と続いた『グータン』シリーズが7年の歴史に幕[36]。
- 25日
  - NHK Eテレのクラシック音楽番組『N響アワー』が終了、32年の歴史に幕。
  - RKB毎日放送ほか九州ブロックネットの『窓をあけて九州』が終了、『九州再発見』以来44年続いた九州電力一社提供番組の歴史に幕。後番組は『世界一の九州が始まる!』（4月1日 - ）で、琉球放送（RBC）を含む九州・沖縄7局ネットへ移行[37][注 6]。同じくして九州朝日放送（KBC）ほかANN九州・沖縄・山口ブロックネットの『るり色の砂時計』（1994年 - ）も約17年半、通算875回の歴史に幕。最終回は通常より放送時間を10分拡大してスペシャル版で放送した[38]。
- 26日 - TBS系ニュース番組のキャスター陣が一新。『NEWS23クロス』では松原耕二（記者）、青木裕子（TBSアナウンサー）、枡田絵理奈（同）がそれぞれ降板、新たに出水麻衣（同）を起用[注 7]。出水はニュースとスポーツコーナーを担当、膳場貴子（フリーキャスター）との二人体制に。また夕方の『Nスタ』では、サブキャスターが交代（長峰由紀（TBSアナウンサー）→久保田智子（同））のほか[39]、スポーツコーナー担当に佐藤渚、木・金曜日の天気・エンタメコーナー担当に吉田明世と、同局若手アナウンサーをそれぞれ起用[40]。長峰は25日より小川知子（同。産前産後休業により退任）に替わって日曜を担当。
- 28日・29日 - 日本で約4年ぶりに開催のMLB開幕戦『アスレチックス対マリナーズ』（東京ドーム）を日本テレビ系にて2夜連続独占生中継[41]。
- 29日 - フジテレビ系『VS嵐』の初代天の声を4年間担当してきた、伊藤利尋アナが番組を卒業。
- 30日
  - フジテレビ系『めざましテレビ』の初代メイン司会者で、2011年秋から体調不良により休養に入った大塚範一が本人不在のまま勇退[42]。同番組ではこの他、大塚の代役司会を務めた同局アナウンサー伊藤利尋（→『知りたがり!』司会（続投））、4代目お天気キャスターも務めたフリーキャスター皆藤愛子（→『めざましどようび』MC）[43]、スポーツ担当の同局アナウンサー遠藤玲子（→産前産後休業）もそれぞれ卒業。なお大塚は同日の放送に電話にて出演した。
  - TOKYO MXで2011年10月より平日朝枠で放送されていた情報バラエティー『ULALAナナパチ』（MC：ホラン千秋、平賀三恵）が終了。これにより『U・LA・LA』（MC：SHELLY）『U・LA・LA@7』（同）そして『ナナパチ』と続いた『U・LA・LA』シリーズが6年にわたる歴史に幕。後番組として4月2日より『チェックタイム』（MC：八田亜矢子）放送開始[44]（ - 2013年3月29日）。
- 31日
  - 東日本大震災によりアナログ放送を延長していた岩手・宮城・福島3県でアナログ放送が終了、デジタルへ完全移行。NHK総合（3県）では午前11時より1時間生放送のデジタル移行記念特別番組『東北3県 さようならアナログ!もっとデジタル!』を放送した。
  - TBS系改編期恒例の『オールスター感謝祭'12春 芸能界No.1決定戦SP』通算42回目の放送となったこの日、引退した島田紳助の後任に2代目男性司会者として今田耕司が就任[45]。

### 4月
- 1日
  - （3月31日深夜）TBS系『S☆1』のキャスター陣に田中裕二（爆笑問題）が新加入。
  - NHK Eテレ、『N響アワー』の後継番組として『ららら♪クラシック』（司会：石田衣良・加羽沢美濃）放送開始[46]。
  - 朝日放送・テレビ朝日系
    - 日曜9時30分枠にて情報番組『ヒットの泉〜ニッポンの夢ヂカラ!〜』が放送開始、司会は西尾由佳理（元日本テレビアナウンサー）で、フリー転向後初のレギュラーとなった[47]（ - 2013年3月31日）。
    - 放送38年目を迎えた『パネルクイズ アタック25』が大リニューアル、スタジオセットや内容等を一新（基本ルール等は変更なし）。浦川泰幸（ABCアナウンサー）司会就任後はもちろん、初代司会者の児玉清（俳優、2011年5月16日没）死去後初の大幅な内容一新となった[48][注 8]。
- 2日
  - NHK、2012年度の新編成を開始[49][50]。
    - NHK総合
      - 平日23時枠（旧『Bizスポ』）を『Sportsプラス』と『Bizプラス』（前者は2016年4月1日、後者は2013年3月29日終了）にそれぞれ分割[51][52]。
      - 平日24時枠で『NEWS WEB 24』放送開始（ - 2016年4月1日）[51][52]。

    - NHK Eテレ
      - 長寿子供番組『おかあさんといっしょ』の身体表現のおねえさんがいとうまゆから上原りさへ7年ぶりに交代[53]。
      - 中高生向け情報トーク番組『Rの法則』が週1回の放送から、月 - 木曜の帯番組となる。

    - NHK BS1
      - 平日夕方の情報番組『ほっと@アジア』では、小堺一機（タレント）の長男・小堺翔太（フリーアナウンサー）と、フリーアナウンサー吉井歌奈子（元東海テレビアナウンサー）がコンビで登板[54]。

  - 日本テレビ系
    - 『ZIP!』のお天気キャスターが交代（佐々木もよこ→上野優花。佐々木は引き続きレギュラー出演[注 9]）。
    - 『NEWS ZERO』キャスターにホラン千秋（バイリンガル・ハーフタレント、月〜木曜担当）[55]、火曜日キャスターにモデルで女優の桐谷美玲がそれぞれ登場[56]。

  - フジテレビ系、平日帯の情報番組を改編。
    - 『めざましテレビ』が放送19年目にしてメイン司会者を交代、三宅正治（同局アナウンス室スポーツ統括専任部長）が2代目司会者に就任。
    - 午前10時台に『ノンストップ!』（一部地域除く。司会：設楽統（バナナマン）、山﨑夕貴（同局アナウンサー）[57]）が開始（2016年現在も継続中）。
    - 『笑っていいとも!』ではこの週より各曜日とも新体制となり、火曜日にローラ（モデル・タレント）、金曜日にバナナマン（お笑いコンビ）、隔週水曜日に三ツ矢雄二（声優）がそれぞれ加入。また、水曜日にコンビで出演していた爆笑問題は田中裕二が月曜日へ移動し、相方の太田光のみ引き続き水曜日に残るなど、大幅な刷新が行われた。なお、旧月曜日レギュラーのロンドンブーツ1号2号、旧水曜日レギュラーのロッチ、旧金曜日レギュラーの秋元才加（AKB48）は3月末でそれぞれ卒業した[58]。
    - 14時台に『知りたがり!』が移動[注 10]、司会は伊藤利尋（同局アナウンサー）に加え住吉美紀（元NHKアナウンサー）が加入[57][59][60]（ - 2013年3月29日）。

  - TBS系
    - 『ひるおび!』では、産前産後休業入りした小倉弘子（同局アナウンサー）の後任として、枡田絵理奈（同）が登板[61]。

  - TOKYO MX
    - 『5時に夢中!』の6代目司会者としてふかわりょう（お笑いタレント）が登場[62]。

  - BSフジ
    - 『beポンキッキーズ』新レギュラーとして、子役の鈴木福と谷花音がレギュラーとして新加入[63]。
- 3日 - 毎日放送『ごぶごぶ』がこれまでの月2回から週1回放送に昇格、火曜24時台で定時レギュラー化。
- 4日 - TBS系水曜21時に映画枠『水曜プレミアシネマ』新設。同局ゴールデン帯の映画枠は『水曜ロードショー』（1989年10月〜1993年9月）以来18年半ぶり[64]。初回作品は『ライオン・キング』。
- 5日 - NHK総合平日13時枠でクイズ番組『連続クイズ ホールドオン!』（13:05-13:27、司会:山口智充／武内陶子※交代制）放送開始（ - 2014年3月）。これに伴い『スタジオパークからこんにちは』は13:27-14:00へ繰り下がり短縮、司会はアナウンサーの永井伸一・田代杏子がコンビで司会を担当[65]。なお、両番組とも第84回選抜高等学校野球大会の日程等の関係上、開始が順延となっていた。
- 6日 - NHK Eテレ、3月終了の『中学生日記』の後継番組として同じ名古屋放送局（CK）制作による『ティーンズプロジェクト フレ☆フレ』を放送開始（ - 2014年3月）。
- 7日
  - フジテレビ系『めざましどようび』のお天気キャスターが交代（高見侑里→曽田麻衣子。高見は引き続きレギュラー出演）[66]。
  - テレビ朝日『城島茂の週末ナビ ココイコ!』が『あさナビ』へ改題しリニューアル。MCの城島茂（TOKIO）は続投、産前産後休業明けの同局アナウンサー堂真理子が1年2ヶ月ぶりにMC復帰、同じくアナウンサーの角澤照治がMC陣に加入[67]。
  - 毎日放送・TBS系『知っとこ!』がリニューアル。産前産後休業で休業していた松嶋尚美（オセロ）が正式にMC復帰すると共に、MC陣に柳原可奈子（タレント）、富岡佳子（ファッションモデル）が加わっての3人体制に。また2003年4月の放送開始からレギュラー出演していた中尾彬（俳優）と2代目桂ざこば（落語家）は3月末で同番組を降板[68]、進行役のアナウンサーも高井美紀→福島暢啓（いずれもMBSアナウンサー）に交代。
  - TBS系『王様のブランチ』の女性司会者が交代（優香→本仮屋ユイカ）[69]。
  - 東日本放送ほかANN東北ブロック6局にて『ひるまにあん』以来約2年ぶりのブロックネット共同制作番組『とうほく元気です!TV』（MC：中本賢ほか）放送開始（ - 2013年3月30日）。
  - NHK総合『土曜スタジオパーク』MC陣に大沢あかね（タレント）が加入[70]。
  - フジテレビ系『潜入!リアルスコープ』が『リアルスコープZ』と改題・リニューアル。レギュラーに柳原可奈子とSexy Zoneが新加入（Sexy Zoneは番組テーマ曲も歌唱）。また、進行役が産前産後休業入りした中村仁美（フジテレビアナウンサー）→加藤綾子（同）に交代[71]。なお同番組は10月20日より『超潜入!リアルスコープハイパー』に再改題・リニューアルされ、1年間で2度も改題・リニューアルする形となった。
  - NHK総合でこの日深夜に生放送された『着信御礼!ケータイ大喜利』で、番組最後の「今夜の最優秀作品」が発表されないまま放送終了する事象が発生。NHKは後日、公式サイト等でお詫びした[72]。
- 8日
  - NHK総合で、前年度まで5年間放送された『産地発!たべもの一直線』をリニューアルした食情報番組『うまいッ!』が放送開始。司会は天野ひろゆき（キャイ〜ン）と武内陶子（NHKアナウンサー）[73]。
  - NHK Eテレで前年度に放送していた『囲碁・将棋フォーカス』を分割、それぞれ独立し『囲碁フォーカス』（初代司会：吉原由香里・きたろう）『将棋フォーカス』（初代司会：つるの剛士・岩崎ひろみ[74]）の2番組を放送開始。
- 9日 - 日本テレビ系月〜水曜24時枠に日替わりバラエティ番組枠『プラチナイト』新設[75]。第1期は月曜『月曜から夜ふかし』[76]、火曜『芸能★BANG+』（ - 7月17日[77]）、水曜『ピロロン学園』（ - 9月19日）の3番組。
- 11日 - フジテレビ系で、深夜枠で人気を博した『ピカルの定理』が水曜22時枠に進出、60分に拡大[35]（2013年4月より20時台へ移動、ゴールデン枠進出）。
- 13日
  - 北朝鮮による"人工衛星"と称するミサイル発射がこの日早朝に強行されたため、NHK総合が当日8:15-9:05の50分間を本件に関する緊急臨時ニュースに差し替え、『あさイチ』を9:05-9:45（40分）の短縮版放送に変更した。
  - NHK総合、金曜22時枠に生情報番組『情報LIVE ただイマ!』（司会：原田泰造【ネプチューン】）、[78]伊東敏恵【NHKアナウンサー】）[52]（ - 2013年2月8日）。
  - 日本テレビ系『なんでもワールドランキング ネプ&イモトの世界番付』が火曜21時枠から金曜20時枠（19:56-20:54）へ移動（ - 2016年3月18日）。
- 14日
  - 日本テレビ系『メレンゲの気持ち』にて、前週まで半年間出演していた子役の芦田愛菜に替わる新MCとして、百田夏菜子（ももいろクローバーZ リーダー）が登場[79]。
  - BS-TBS『グローバルナビフロント』のアシスタントが交代（相川梨絵[80]→原英里奈（元仙台放送アナウンサー））。
- 15日 - テレビ朝日系日曜23時枠にてロケバラエティー『日曜×芸人』（出演：山崎弘也、若林正恭、バカリズム）放送開始（ - 2014年3月30日）[81]。
- 17日 - 関西テレビ・フジテレビ系火曜23時枠にトーク番組『キャサリン』（MC：観月ありさ（女優）、又吉直樹（ピース）、きゃりーぱみゅぱみゅ（モデル・歌手））放送開始（10月より『キャサリン三世』に改題[82]）。
- 18日 - テレビ東京系の笑福亭鶴瓶・松嶋尚美出演のトークバラエティ番組『きらきらアフロTM』が、約3か月の休止期間を経て改題・リニューアルし再スタート。同時にテレビ大阪からテレビ東京に制作を移管（テレビ大阪は20日開始）、鶴瓶が同局制作のレギュラー番組を持つのは『独占!男の時間』（1975年4月-1977年3月）以来35年ぶり[83]。
- 19日 - 読売テレビ制作・日本テレビ系で『どっちの料理ショー』（1997年 - 2006年）の、2007年正月以来の再復活特番となる『帰ってきた!どっちの料理ショー!!腹ペコ復活祭』をこの日放送。司会は関口宏と三宅裕司。
- 20日 - 日本テレビ系金曜19時枠にて、3月まで木曜19時枠で放送された『なるほど!ハイスクール』を踏襲したAKB48出演、田村淳司会の『ガチガセ』が放送開始（ - 2013年2月8日）。
- 24日 - TBS系火曜21時枠にて音楽バラエティ番組『火曜曲!』（司会：中居正広、江角マキコ、AKB48）放送開始（ - 2013年9月3日）。

### 5月
- 4日 - 地井武男（俳優）が散歩人を務め6年続いたテレビ朝日の紀行番組『ちい散歩』がこの日放送1518回、訪問地833ヵ所、総歩数3,227,000歩、総距離数2581.6kmの記録を樹立して終了。地井が心臓疾患による体調不良のため、2月29日以降は傑作選を中心に放送していた[84]（地井は番組終了2ヶ月後の6月29日に死去）。
- 7日 - テレビ朝日平日10時台散歩シリーズ第2弾として、加山雄三（歌手・俳優）が散歩人を務める『若大将のゆうゆう散歩』を放送開始（ - 2015年9月25日）。
- 16日 - テレビ朝日系『Qさま!!』14日放送分で、先天的な脳の機能障害と考えられている自閉症を病気として扱ったとして、同局がこの日までに番組HPなどで訂正、お詫びした。
- 19日〜6月10日 - 『2012ロンドンオリンピックバレーボール世界最終予選兼アジア最終大陸予選大会』が開催され、TBS・フジテレビ両系列にて共同で中継された。
- 21日
  - 金環日食（東京・名古屋・大阪・鹿児島など。札幌などでは部分日食）がこの日朝に日本全国で観測され、NHK・民放各局の生放送番組にて金環日食の模様が生中継された[85]。
    - フジテレビ系『めざましテレビ』ではこの日『SMAP×めざましテレビ 金環日食生体験SP』と題し、7時よりSMAPをゲストに迎え湾岸スタジオ屋上から生中継。金環日食後、SMAPが「さかさまの空」[注 11] を生熱唱。この年の同番組最高視聴率となる14.3%（関東地区、ビデオリサーチ調べ）を記録、またこの日の民放の同時間帯でもトップとなった[86]。

  - 日本PTA全国協議会がこの日公表したアンケートによると「保護者が子どもに見せたくない番組」で『ロンドンハーツ』（テレビ朝日系）が9年連続1位だった事がわかった。以下『クレヨンしんちゃん』（同）『志村けんのバカ殿様』（フジテレビ系）等。一方で「子どもに見せたい番組」では『世界一受けたい授業』（日本テレビ系）が6年連続1位で、以下『天才!志村どうぶつ園』（同）『Qさま!!』（テレビ朝日系）等が続く[87]。
- 31日 - フジテレビ系の昼のニュース『FNNスピーク』と、系列局・東海テレビの『FNN東海テレビスピーク』（中京ローカル）、夕方の『FNNスーパーニュース』の各番組にて、30日に愛知県岡崎市で小学生の姉妹2人が死亡した火災のニュースにおいて、火災と無関係の少女の写真が放送されたため、フジ・東海両局はそれぞれ、31日夜の『ニュースJAPAN』で謝罪・訂正[88]。またフジは翌6月1日の『スピーク』でもこの件について謝罪・訂正した。

### 6月
- 3日・8日・12日、9月11日、11月14日 - テレビ朝日系にてサッカーワールドカップブラジル大会アジア地区最終予選・日本戦5試合（3日：対オマーン、8日：対ヨルダン、12日：対オーストラリア、9月11日：対イラク、11月14日：対オマーン戦）を地上波独占中継。
- 3日 -  イギリス・エリザベス女王の即位60年を祝して、即位60年記念祝典の模様をBS日テレで特別番組として衛星生中継[89]。式典の模様は日本テレビ系『Going!Sports&News』番組内やCS放送日テレNEWS24でも放送された。
- 4日 - 日本テレビ系『世界まる見え!テレビ特捜部』の番組MC陣に、同局新人アナウンサー杉野真実が加入[90]。4月・5月は所ジョージが1人で司会を務めた。
- 6日 - フジテレビ系にて『AKB48 第4回選抜総選挙 生放送SP』を日本武道館から生中継。AKB48選抜総選挙の模様が地上波で初めて生放送され、平均視聴率18.7%（関東地区、ビデオリサーチ調べ）を記録[91]。以後「AKB48選抜総選挙」の生放送SPが毎年恒例に。この回は大島優子が2年ぶりに1位に返り咲き、前田敦子の2連覇を阻止した。
- 15日
  - この日、オウム真理教事件の特別手配容疑者・高橋克也（当時54歳）が逮捕され、NHK・民放各局で高橋逮捕のニュースを伝えた。
    - NHK総合は正午のニュースを12:45まで、13時のニュースを13:08までそれぞれ拡大して伝え、また21時からの『ニュースウオッチ9』を22:08まで拡大して放送した。
    - フジテレビ系では21時からの金曜プレステージ枠にて緊急特番『緊急生放送スペシャル!逃亡17年…ついにピリオド!オウム最後の逃亡犯を逮捕…空白の「潜伏生活」を追う!』を放送した[92]。

  - とちぎテレビ『NEWSとちぎの朝』にて、宇都宮市[注 12] で発生した器物損壊事件の被害者を誤って「容疑者」と報じるミスが発生。同局ではこの日の放送で4回、謝罪と訂正を行った[93]。
- 18日 - フジテレビ系『めちゃ×2イケてるッ!』で9日に放送された企画「めちゃイケ酒豪No.1は誰だ!決定戦」の内容が、急性アルコール中毒を招きかねない危険な飲酒を助長するとして、飲酒事故で子供を失った遺族らで作る「イッキ飲み防止連絡協議会」等の団体がこの日、同局に対し抗議文を送付した[94]。
- 19日 - NHK総合、台風4号発生により14時以降の番組を大幅変更。ニュース等を除く通常番組の放送を休止または後日放送に変更すると共に『ニュース7』を20時43分まで73分間、『ニュースウオッチ9』を22時55分まで55分間それぞれ放送を延長するなどの措置を執った。
- 29日 - フジテレビ系『とくダネ!』で司会を務めたアナウンサー中野美奈子が、退社を前に番組を卒業[95]。

### 7月
- 2日
  - フジテレビ系『とくダネ!』の司会陣に、女優でタレントの菊川怜が新加入[95]。
  - 日本テレビ系『3分クッキング』にて、同局アナウンサー小熊美香がアシスタントに就任[96]。なお前月までは馬場典子が1年9カ月ぶりに再登板し、1月から半年間出演していた。
  - テレビ東京系『NEWSアンサー』の女性キャスターが交代（倉野麻里（同局アナウンサー）→前田真理子（同））。倉野は産前産後休業入り[97]。
- 6日 - テレビ朝日系『モーニングバード!』5日放送分にて、宮城県議会が震災瓦礫の広域処理を求める方針を変更したように受け取られかねないとする報道をしたとして、この日、同県議会議長が抗議声明文を公表した[98]。
- 7日
  - フジテレビ系『スーパーニュース』5・6日放送分および『とくダネ!』6日放送分にて、滋賀県大津市の中学生いじめ自殺問題を取り上げた際、訴訟資料の一部で加工したはずの名前部分が透けて見える状態で放送された事がわかり、同局がこの日明らかにした。取材班と映像編集者の連絡の不備とチェックミスが原因と認めたうえでお詫びし、同日夕方の『スーパーニュース』内で謝罪[99]。また9日の『とくダネ!』でも番組冒頭で謝罪した[100]。
  - TBS系『情報7days ニュースキャスター』の天気キャスター交代（松本あゆ美→玉木碧）[101]。なお玉木はこれがテレビ初仕事となった。また同日から番組テーマ曲も鈴木ヤスヨシ・山本清香の「キヲク。」[102] に変更。
- 8日・11日・18日 ‐ ピクサー・アニメーション・スタジオ制作のフルCGアニメーション映画『トイ・ストーリー』シリーズが局をまたいで3部作連続で放送された（地上波初放送の最終シリーズ（2010年7月10日公開）が8日のテレビ朝日系『日曜洋画劇場』、第1シリーズ（1996年3月23日公開、11日）と第2シリーズ（2000年3月11日公開、18日）はともにTBS系『水曜プレミアシネマ』）[103]。
- 15日・22日 - 朝日放送・テレビ朝日系『新婚さんいらっしゃい!』にて海外公開収録5度目、アジア初となった 韓国ソウル・ロッテワールドで公開収録された回を2週に亘り放送。なお、司会を長年務める6代桂文枝（旧・桂三枝）の襲名に伴い、15日が三枝最後、22日が文枝襲名後初の放送となった[104]。
- 16日 - フジテレビ系『スーパーニュース』に野田佳彦総理（当時）が生出演、FNN系列各局の報道記者・アナウンサーとの質疑応答形式による「総理の約束」と題し特別放送を行った。
- 19日 - TBS『有田とマツコと男と女』にて、6月21日放送回に出演した一般公募による出演者の発言について、虚偽であり事実でない事がわかり、同局はこの日深夜（20日未明）の同番組内にて謝罪[105]。
- 20日 - フジテレビ系『ライオンのごきげんよう』のこの日の放送分に、脳幹出血による重病となった歌手の桑名正博が出演。番組は桑名が病に倒れる直前に収録したもので、通常なら3日間通例での出演だが、放送当日は金曜日の為1日限りとなった[106]。また23・24日放送分には桑名の代替として内山信二が出演した。なお、桑名は放送から3ヶ月後の10月26日に死去（59歳没）[107]。
- 21日〜22日 - フジテレビ系にて毎年夏恒例の『FNS27時間テレビ2012 笑っていいとも!真夏の超団結特大号!!徹夜でがんばっちゃってもいいかな?』を放送。FNSの日26回目のこの年のテーマは「団結」で、『笑っていいとも!』放送開始30周年記念として放送。もちろん総合司会は森田一義（タモリ）が務め、FNSの日での司会は1989年（第3回）以来23年ぶり4度目、史上最高齢（66歳）となった。平均視聴率は関東14.1%、関西16.7%（ビデオリサーチ調べ）[108]（なお、タモリがFNSの日で司会を務めたのは2025年時点でこれが最後である）。
- 24日 - 日本テレビ系「プラチナイト」火曜日枠にてトークバラエティ番組『徳井と後藤輝基と麗しのSHELLYが今夜くらべてみました』放送開始（ - 2022年3月）。MCは徳井義実（チュートリアル）と後藤輝基（フットボールアワー）、SHELLY（タレント）の3名[注 13]。

### 8月
- 5日 - テレビ東京系『太一×ケンタロウ 男子ごはん』にレギュラー出演していたケンタロウ（料理研究家）の自傷事故の治療降板により、4月のマンスリーゲストとして出演した栗原心平が新たな固定料理人として登場。同日より番組名から冠を外し『男子ごはん』へと改題[31]。また同系では同日の日曜ビッグバラエティ枠で、渥美清（俳優、1996年没）17回忌及び大原麗子（女優、2009年没）の追悼企画として、渥美主演の映画シリーズ第34作で、大原がマドンナ役で出演した『男はつらいよ 寅次郎真実一路』（山田洋次監督作品、1984年）を放送した。
- 9日 - 読売テレビ・日本テレビ系『秘密のケンミンSHOW』のアシスタントが交代（小林杏奈（読売テレビアナウンサー）→中谷しのぶ（同））。小林は産前産後休業入り[109]。
- 11日 - テレビ朝日系で地井武男（俳優、6月29日没）の追悼特別番組『追悼・地井武男さん…「想い出をありがとう 今夜、最後のお別れ」』[110] を放送。
- 15日 - 日本テレビのクラシック音楽番組『読響シンフォニックライブ』（月1回）の司会が交代（古市幸子（同局元アナウンサー）→松井咲子（AKB48、当時））[111]。
- 18日
  - 朝日放送『おはよう朝日です』が、1979年4月2日の放送開始以来、土曜版の『おはよう朝日・土曜日です』も含め、この日（土曜日）で通算放送回数10,000回を達成[112]。
  - テレビ朝日系『SmaSTATION!!』で俳優・高倉健を特集、高倉本人が異例のゲスト生出演[113]。なお、高倉のテレビ出演は1997年に『SMAP×SMAP』（関西テレビ・フジテレビ系）に出演して以来15年ぶりであり、人生初の生放送出演となったこの日は、主演映画『あなたへ』のPRを兼ねて出演した[114]。
- 19日・22日・26日・30日(準々決勝)、9月4日(準決勝)・8日(3位決定戦) - フジテレビ系にてFIFA主催の女子サッカー世界大会『FIFA U-20女子ワールドカップジャパン2012』日本戦を独占中継。
- 25日〜26日 - 日本テレビ系で毎年夏恒例の『24時間テレビ35「愛は地球を救う」』放送。テーマは「未来」で、メインパーソナリティを嵐（ジャニーズ事務所所属）が、またチャリティパーソナリティを新垣結衣、パーソナリティをタカアンドトシ、総合司会を羽鳥慎一と同局アナウンサー鈴江奈々がそれぞれ務めた。恒例の24時間チャリティーマラソンはプロレスラーの佐々木健介・北斗晶一家が走者を務め、佐々木・北斗夫妻と長男・次男の4人家族による、24時間マラソン史上初のリレー走となった。2日間の平均視聴率は関東17.2%、関西17.1%。東日本大震災被災県の福島地区では20.5%を記録（いずれもビデオリサーチ調べ）[115]。
- 31日 - この日20時48分（現地時間）、 フィリピン東方沖でM7.6の地震が発生。NHK総合が『情報LIVE ただイマ!』の生放送を中途打ち切り、津波注意報を告知する緊急ニュースに切り替えた。

### 9月
- 2日 - NHK総合『とっておきサンデー』の司会が交代（高橋美鈴（NHKアナウンサー）→伊東敏恵（同））[116]。高橋は2度目の産前産後休業入り。
- 3日 - 日本テレビ『PON!』（関東・東海エリアネット）DJナレーションの坂上みき（タレント、元テレビ新潟アナウンサー）が産前産後休業入りの為、この日より山村美智（タレント・女優、元フジテレビアナウンサー）が代役を担当（11月30日放送分まで）。
- 8日〜9日 - テレビ神奈川（tvk）が開局40周年記念として延べ40時間にも及ぶ超大型生放送特番『tvk開局40周年記念 40時間特別番組「あすの地球と子どもたち〜PRAY FOR HAPPINESS」』（8日7:00-9日23:00）[注 14] を放送。
- 10日 - テレビ東京系にてとんねるずの冠特番『ハレバレとんねるず 略してテレとん』を放送。とんねるずが同局番組に出演したのはアマチュア時代に出演した『ドバドバ大爆弾』（旧・東京12チャンネル時代）以来32年ぶり、プロデビュー以後初[117]（第2回は2013年3月11日に放送）。
- 21日 - 日本テレビ系にてプロ野球・読売ジャイアンツ（巨人）のセ・リーグ優勝決定試合（対ヤクルト戦、東京ドーム）を生中継。巨人が3年ぶりのセ・リーグ優勝。
- 26日
  - 自民党総裁選がこの日行われ、NHK総合で関連ニュース（13時-15時）を放送したほか、TBS系では『ひるおび!自民党総裁選SP』と題し1時間拡大して放送、テレビ朝日系では『ANN報道特別番組 速報!自民党総裁選[118]』を放送した。
  - フジテレビ系『はねるのトびら』が終了、11年半の歴史に幕[119]。
- 28日 - テレビ東京系『Disney Time』が終了、11年半の歴史に幕。
- 30日 - NHK総合、台風17号襲来のため15時以降の番組を大幅変更。大河ドラマ『平清盛』等を除く一部の通常番組や深夜に放送予定だった『第45回日本女子オープンゴルフ選手権「最終日ハイライト」』等を休止、また『ニュース7』を19:58まで約30分延長し『NHKスペシャル』も放送時間繰り下げ（21:30-22:28）など、台風情報を中心とした特別報道体制を敷いた。

### 10月
- 1日
  - NHK総合はこの日野田第3次改造内閣組閣[注 15] に伴い、13時より野田佳彦総理の記者会見関連のニュースを放送。この日の『連続クイズ ホールドオン!』『スタジオパークからこんにちは』はそれぞれ休止、また『お元気ですか日本列島』は14:30-14:55に短縮となった。
  - フジテレビ系の各番組担当アナウンサーのシフトを一新[120]。
    - 『FNNスーパーニュース』はメインキャスターの安藤優子・木村太郎を補佐するスタジオキャスターに境鶴丸・石本沙織、特設コーナー担当者として松村未央、フィールドキャスターとして新人アナウンサーの久代萌美・酒主義久をそれぞれ起用。
    - 『ニュースJAPAN』のキャスター交代（秋元優里→大島由香里・奥寺健）[121]（秋元は6日より石本の後任として『スーパーニュースWEEKEND』担当へ異動）。
    - 『すぽると!』の平日担当キャスター交代（平井理央[122]→宮澤智）[123]。また早朝枠の『めざにゅ〜』の気象情報キャスター（月〜水）に久代がそれぞれ登板[124]。

  - TBS系『はなまるマーケット』の進行アナ交代（竹内香苗→江藤愛）[125][126]。
  - フジテレビ系『笑っていいとも!』が放送開始30周年を迎え、この週より新レギュラーとして、月：武井壮（元十種競技日本チャンピオン）、火：澤部佑（ハライチ）、水：栗原類（モデル）、木：伊藤修子（舞台女優・イラストレーター）、金：木下優樹菜（タレント）、と各曜日1名ずつ加入（その他の布陣は変わらず）[127]。また、この日放送のテレフォンショッキングにビートたけしが1988年11月24日以来24年ぶりに出演[128] し、さらに休演中だった月曜日レギュラーのスギちゃん（お笑いタレント）が復帰後初めて生放送に出演した[129]。
  - テレビ東京系にて、約29年続いた『レディス4』を踏襲した平日夕方枠新番組『L4 YOU!』を開始（ - 2017年3月31日）。司会は元NHKアナウンサー草野満代をメインに据え[130]、同局アナウンサー板垣龍佑が続投。また同系では月 - 木曜深夜に日替わり枠「ソコアゲ★ナイト」を新設[131] し、深夜スポーツニュース『neo sports Minutes』の月 - 木曜の放送時間を24:45 - 25:00枠に移動[130]。
- 3日 - TBS系水曜19時枠に2時間単発枠『水トク!』新設。同局が水曜19 - 20時枠を2時間枠とするのは『水曜スペシャル』（2008年7月 - 9月）以来4年ぶりで、『水トク!』としては4年3か月ぶりの復活[132]。第1回番組は『激撮!密着警察24時!犯罪捜査最前線SP』を放送。
- 4日
  - フジテレビ系『めざにゅ〜』の木・金曜メインMCとして松尾翠（同局アナウンサー、当時）が3年ぶりに復帰のほか、気象情報キャスターに現役女子大生の色紙千尋が登板[124]。
  - フジテレビ系『奇跡体験!アンビリバボー』のMC陣に剛力彩芽（女優・タレント）、レギュラーにバナナマンが新加入[133]。
- 5日 - 日本テレビ系『アナザースカイ』の女性MCが交代（長谷川潤→岸本セシル）[134]。
- 6日
  - 日本テレビ系で『週末のシンデレラ 世界!弾丸トラベラー』の後番組として、ドキュメントバラエティ『ウーマン・オン・ザ・プラネット』（MC：山本美月（ファッションモデル）、有吉弘行、大島美幸（森三中））放送開始[135]。
  - TBS系『報道特集』の女性キャスターが交代（竹内香苗→岡村仁美（同局アナウンサー））。同じくスポーツキャスターも岡村→佐藤渚（同）に交代[136]。同系ではこの他にも『Asian Ace』の後番組として、トークとドラマを融合させた新バラエティ『原宿ネストカフェ』（MC：上地雄輔、市川実和子、マギー）が放送開始[137]（ - 2013年3月30日）。
- 8日
  - TBS系月曜19時枠にて、2011年10月から半年間深夜でレギュラー放送され、過去3回ゴールデンタイムに特番として放送され好評を得た『私の何がイケないの?』（MC：江角マキコ、有田哲平（くりぃむしちゅー））が1時間番組として復活（ - 2016年3月）[138]。同じくして、毎日放送では『水野真紀の魔法のレストラン』を水曜から月曜19時枠へ移動。新レギュラーに長野博（20th Century）と小林さとね（ハイヒール・モモコの長女、子役）が加入[139][140]。同番組における枠移動は3度目で、これによりTBS系列月曜19時枠はローカルセールス枠へ移行。
  - フジテレビ系バラパラ枠がこの週よりリニューアル、枠名称を「COOL TV」に改称。同時に、これまで別枠扱いであった金曜日も含まれることになった[141]。同枠で新番組として月曜日『Numer0n』、火曜日『キャサリン三世』、水曜日『TOKIOカケル』、木曜日『オデッサの階段』、金曜日『テラスハウス』の5本が放送開始。
- 8日・13日 - TBSとWOWOWのダブルコラボレーション（共同制作）で、スポーツ選手の引退の真相に迫るドキュメンタリー特番『伝説の引退スペシャル』を、両局（TBS系：8日、WOWOW：13日）でそれぞれ放送。
- 12日〜26日 - 日本テレビ系『金曜ロードSHOW!』にて、2008年から2009年にかけて3作が制作・公開された映画『20世紀少年』（浦沢直樹原作）を再編集したテレビ特別版として『20世紀少年 サーガ』を3週連続で放送。
- 13日
  - TBS系『炎の体育会TV』が月曜から土曜19時枠へ移動。
  - テレビ朝日系『おかずのクッキング』、土井善晴（料理研究家）のアシスタントが交代（竹内由恵（同局アナウンサー）→久冨慶子（同））[142]（一部地域は放送日が異なる）。
- 15日 - 日テレ系『深イイ話』の2代目コメンテーターに今田耕司が就任。
- 16日 - テレビ東京系火曜19時枠にて動物バラエティー『ペット大行進! ど〜ぶつくん』（MC:八嶋智人、中川翔子）放送開始。初回は2時間半スペシャル[143]。
- 18日 - TBS系『まさかのホントバラエティー イカさまタコさま』が水曜19時枠から木曜20時枠に移動し『イカさま☆タコさま』と改題、再スタート。これにより全国ネット枠に昇格（ - 2013年3月7日）。
- 21日 - TBS系日曜20時枠にて、ビートたけしと石橋貴明（とんねるず）のタッグによる異色バラエティー『日曜ゴールデンで何やってんだテレビ』放送開始[144]（ - 2013年3月3日）。
- 23日
  - テレビ東京系では『ペット大行進! ど〜ぶつくん』開始に伴い『ありえへん∞世界』が火曜19時→20時枠（19:54-20:54）へ繰り下げ移動[130]。
  - TBS系『火曜曲!』のこの日の放送にて、映像が一時停止したり、静止画に切り替わったりするなどの放送事故が発生[145]。なお放送事故による未放送分は12月4日に改めて放送された[146][注 16]。
- 25日 - 日本テレビ系木曜19時枠にて雨上がり決死隊・桝太一（日本テレビアナウンサー）司会のクイズ番組『快脳!マジかるハテナ』放送開始[147]（ - 2013年8月15日）。
- 26日 - フジテレビ系にて、かつて人気を博した料理エンターテイメント番組『料理の鉄人』（1993年-1999年）が13年ぶりに復活した『アイアンシェフ』が金曜20時枠に登場[148]。「美食アカデミー」主宰（事実上の司会）には玉木宏（俳優）を起用[149]、またレギュラー料理人（アイアンシェフ）には黒木純（和）、脇屋友詞（中華）、須賀洋介（フレンチ）の3人を起用[150]。しかし元祖ほどの人気は出ず、わずか半年で終了となった（ - 2013年3月22日）。

### 11月
- 3日 - WOWOWにてこの日、約12時間にわたり『TOUCH!WOWOW 2012 〜いいね♪3チャンネルの日〜』と題し、全3チャンネルで無料放送を実施。なお、ナビゲーターを高島彩と中野美奈子（2人ともフリーアナウンサー、元フジテレビアナウンサー）が担当した。
- 3日〜10日 - 日本テレビ系『NEWS ZERO』が1週間に亘り『NEWS ZERO スペシャルウィーク』を実施[151]。
- 7日
  - 日本時間のこの日午前（現地時間：6日）アメリカ大統領選が行われ、NHK総合で随時関連ニュースを放送したほか、午前中に民放各局で大統領選の報道特別番組を放送した。
  - テレビ東京系『モヤモヤさまぁ〜ず2』の4日放送分で、大竹一樹（さまぁ〜ず）の下半身が露出した映像を修整せずに放送したことがわかり、同局が謝罪した[152][153]。
- 10日 - 朝日放送でこの日『おはよう朝日です』の放送10000回記念特別番組『おはよう朝日1万回です』（関西ローカル）を放送[154]。
- 15日・16日・18日 - 10日に死去した女優の森光子（92歳没）を追悼し各局で追悼特番を編成。15日のテレビ朝日系『徹子の部屋』は放送内容を急遽変更、森が出演した回からの映像を追悼特集として放送。またテレビ東京系でも20時台は予定を変更し『木曜8時のコンサート〜ありがとう森光子さん〜』と銘打った緊急生特番を放送した。さらに16日のフジテレビ系『金曜プレステージ』では予定を急遽変更し『さよなら森光子さん 緊急追悼特別番組』を、18日にはTBS系で19時より『追悼特別番組 ありがとう森光子さん』を放送。また18日、NHK総合『NHKアーカイブス』にて「追悼 森光子さん〜"放浪記"と歩んだ女優人生〜」を[155]、Eテレでも15時より『森光子さんをしのんで〜劇場への招待アンコール〜“放浪記”林芙美子作品集』として、森の代表作である『放浪記』（作：菊田一夫）を約3時間に亘って放送した。
- 16日 - 衆議院が解散されたことにあたり、衆議院解散本会議の模様を含め、NHK総合で15時30分から17時まで衆院解散関連のニュースを放送（大相撲九州場所は17時までEテレで中継）。また同時刻にはテレビ東京『Mプラス Express』にて衆議院本会議場から解散詔書朗読の瞬間を生中継した。
- 23日〜25日 - 関西テレビが2013年の開局55周年に際し、55年目突入を記念して3日間に亘り特別週間『開局55年目突入だよ!スペシャル3days』（関西ローカル）を実施[156]。なお『3days』の目玉として24日には、明石家さんま司会の長寿トーク番組『さんまのまんま』の生放送スペシャルを15時から2時間半に亘り放送。なお、同番組における生放送は1985年の番組開始以来28年目にして初。通常は東京で収録を行っているが、この回のみ特別に大阪本社制作。また、さんまが本社制作の番組に出演するのは『ナイトパンチ』以来38年ぶりとなった[157]。
- 26日 - NHK Eテレの子供向け教育番組『デザインあ』が2012年度グッドデザイン大賞を受賞[158]。
- 28日 - TBS系『水曜プレミアシネマ』が地上波ゴールデンタイムで初となるニコニコ生放送との連動を実施。当日放送作品の『007/カジノ・ロワイヤル』（30分拡大）にて、ナビゲーターのLiLiCoが番組開始30分前からニコ生で実況をし、約3時間に亘り視聴者とトークを展開した[159]。

### 12月
- 2日 - 読売テレビ・日本テレビ系『遠くへ行きたい』の主題歌担当歌手が交代（CHAGE→一青窈）。一青は初代のデューク・エイセスから通算して25代目[160]。
- 3日 - 日本テレビ系『スッキリ!!』の女性司会が交代（石田エレーヌ（NTVアナウンサー、産前産後休業の為）→杉野真実（NTVアナウンサー））[161]。また『PON!』でも、坂上みきが産前産後休業を終えてDJナレーションに復帰。
- 4日 - TBS系でこの日、プロボクシングWBA世界バンタム級王座統一戦「亀田興毅対ウーゴ・ルイス」戦を生中継[162]。
- 6日〜16日 - 日本テレビ系にて、FIFA主催のサッカー世界一決定戦『TOYOTAプレゼンツ FIFAクラブワールドカップ ジャパン2012』を決勝戦まで独占放送。
- 7日
  - 17時18分、三陸沖を震源とする強い地震が発生（詳細は三陸沖地震 (2012年12月)を参照）。NHKは総合・Eテレ・BSの3波で地震発生直後から同時に緊急警報放送に切り替え、2011年の東北地方太平洋沖地震の後に整備された地震放送マニュアルに則り、津波警報発令地域に向けて避難を呼びかけた[163]。また、この緊急警報放送によりNHKは各地域の夕方ローカルニュース番組の放送を中止し、東京スタジオ発の緊急臨時ニュースを19時30分まで放送した（津波警報解除後、通常番組に復帰）。
  - テレビ東京系で『週刊AKB』の後番組として『AKB子兎道場』（演出：テリー伊藤、MC：峯岸みなみ（AKB48））放送開始[164]。
- 7日・8日・9日・30日 - 5日に死去した歌舞伎俳優の十八世中村勘三郎（57歳没）を追悼し、各局で追悼特別番組を編成[165][166]。
  - フジテレビ系では7日の『金曜プレステージ』枠にて『さようなら勘三郎さん 独占密着…最期の日々』と題した特番を放送。また8日には15時30分より土曜ワイド枠（関東ローカル）にて、主演ドラマ『天切り松 闇がたり』（関西テレビ制作、2004年7月30日）を再放送した。
  - NHKでは9日に総合で『NHKアーカイブススペシャル さようなら中村勘三郎さん〜芸に生きた日々〜』（13:05-16:00）、Eテレで『十八世中村勘三郎の至芸』（21:00-23:30）をそれぞれ放送。また10日にBSプレミアムで『中村勘九郎がニューヨークに挑む!夏祭浪花鑑』（2004年）を再放送の他、主演映画『やじきた道中 てれすこ』（2004年）を放送、そして30日にも『平成中村座ニューヨーク公演2007 法界坊 隅田川続俤』（2007年）を再放送した[167]。
- 12日 - 『笑っていいとも!』において、100年に一度の「12」が3つ並ぶ日であることにちなんで「2012年12月12日12時12分12秒ショー」と題した特別コーナーが放送された。
- 12日・17日 - 10日に死去した俳優の小沢昭一（83歳没）を偲び、追悼番組を編成。12日にはNHK BSプレミアムにて『100年インタビュー・小沢昭一』（2007年）を再放送[168]。17日の『徹子の部屋』（テレビ朝日系）では小沢の追悼特集を放送、司会の黒柳徹子との掛け合いによる「扮装シリーズ」等を振り返った。
- 16日 - フジテレビ系にて、前年に続き漫才コンテスト特番『日清食品 THE MANZAI2012』（司会：ナインティナイン、最高顧問：ビートたけし）を生放送[169][170]。同大会はハマカーン（ケイダッシュステージ所属）が優勝[171]。なお、選挙特番の関係で、17時30分から19時58分までという変則的な放送時間となった[注 17]。
- 16日〜17日 - 第46回衆議院議員総選挙に伴い、NHKおよび民放各局にて、開票日の16日夜から翌17日午前にかけて選挙特別番組を放送。
- 17日〜21日 - フジテレビ系『ライオンのごきげんよう』にて1週間に亘り、前身番組である『ライオンのいただきます』（1984年-1990年）[注 18] を22年ぶりに復活し「ごきげんようスペシャルウィーク〜復活!いただきます オバさん大集合〜」を実施[172]。
- 17日 - フジテレビ系『HEY!HEY!HEY! MUSIC CHAMP』がこの日、生放送の2時間スペシャル『こんなに笑えた音楽番組はなかったぜ!最後のHEY!HEY!HEY!MUSIC CHAMP』を以て18年の歴史に幕[173]。
- 20日 - 毎日放送「予約殺到!スゴ腕の専門外来」SPが放送開始、初代司会は高橋克実と優木まおみ。
- 21日〜24日 - フジテレビ系にて『全日本フィギュアスケート選手権2012』を独占中継放送。
- 24日 - SMAPの札幌ドーム公演が行われたこの日、木村拓哉主演のフジテレビ系月9ドラマ『PRICELESS〜あるわけねぇだろ、んなもん!〜』最終回にて一部を生放送。また同日の『SMAP×SMAP』（関西テレビと共同制作）でも一部を生放送し、SMAPが札幌から生出演した。
- 30日 - TBS系にて恒例の『第54回輝く!日本レコード大賞』を生放送。大賞はAKB48が「真夏のSounds good !」で2年連続受賞[174]。平均視聴率は関東16.6%[175]、関西16.0%[176]（いずれもビデオリサーチ調べ）。
- 31日 - 第63回NHK紅白歌合戦（NHK総合、19:15-23:45）放送。平均視聴率は関東が前半33.2%、後半42.5%[177]。関西は前半32.6%、後半39.9%だった[178]。一方の裏番組では、日本テレビ系で放送された『ダウンタウンのガキの使いやあらへんで!!大晦日年越しスペシャル絶対に笑ってはいけない熱血教師24時』が、関東16.8%[179]、関西22.3%[180] と、いずれも民放で同時間帯トップとなった（数字はいずれもビデオリサーチ調べ）。

## その他テレビに関する話題

### 年間
- テレビ朝日がこの年、初のプライム帯視聴率首位を獲得（旧・NETテレビ時代を含め初）[181]。一方、全日・ゴールデンでは日本テレビが2年連続首位となった。

### 1月
- 4日 - 日本テレビがiPhone向けに、ニュース専門チャンネル・日テレNEWS24の公式アプリ「NEWS速報!Live+」を配信開始[182]。
- 5日 - 東海テレビが前年8月の『ぴーかんテレビ』テロップ問題を受け、第三者による問題喚起・提言を行う調査機関「オンブズ東海」を設置[183]。
- 9日 - サンテレビがこの日から、平日（月〜金曜）の7時30分から8時までの30分間、マルチチャンネル放送を開始。マルチチャンネルの定時放送を行う独立局はTOKYO MX、三重テレビ放送に次いで3局目。
- 31日
  - 歌手でタレント・司会者のやしきたかじんが、検診の際に食道癌であることが判明し、芸能活動を当面休養することをこの日、公式HPで公表。なお、やしきが司会を務めていた関西テレビ『たかじん胸いっぱい』[注 19]、読売テレビ『そこまで言って委員会』[注 20]、テレビ大阪『たかじんNOマネー』[注 21] の3番組とも2月以降、本人不在の形で継続[184]（2013年3月21日より復帰[185] するも再び病気療養、2014年1月3日に死去）。
  - 日本のテレビ番組を海外にインターネット転送するのは著作権法違反であるとし、NHKと在京民放キー局5局などが運営会社に対しサービス停止および損害賠償を求めた民事裁判の差し戻し控訴審が開かれ、知的財産高等裁判所はこの日、転送サービス運営2社に対しサービスの停止および損害賠償を命じる判決を言い渡した[186]。

### 2月
- 3日 - ジャパンコンソーシアムが、第22回冬季オリンピックソチ大会（2014年）並びに第31回夏季オリンピックリオデジャネイロ大会（2016年）の五輪2大会の中継放映権料を360億円で購入することで、国際オリンピック委員会（IOC）との協議で合意したことを発表した[187]。
- 29日 - 東京都墨田区に、高さ634mの地上デジタル放送用集約電波塔、東京スカイツリーが完成（5月22日開業。10月1日にTOKYO MXが送信所移転、NHKと民放キー局も2013年5月に移転予定）。

### 3月
- 1日 - BSデジタル放送の新規6チャンネル（J SPORTS3・4、IMAGICA BS、日本映画専門チャンネル、ディズニー・チャンネル、BS釣りビジョン）放送開始。
- 12日〜31日 - 岩手・宮城・福島3県のNHK・民放各局はデジタル完全移行（アナログ放送終了）を前に、アナログ放送の画面に「アナログ放送終了まであと○日」の周知用文字スーパーを常時表示[注 22]。
- 7日 - テレビアニメ美少女戦士セーラームーン放送開始20周年。
- 17日 - BSデジタル放送の新規チャンネル、Dlife（258ch）放送開始。
- 17日〜18日 - フジテレビ主催、宮城県とフジテレビ系列3局（仙台放送、岩手めんこいテレビ、福島テレビ）共催により、東日本大震災復興支援イベントとして「お台場合衆国2011大感謝イベント みちのく合衆国〜いつでもNIPPON応援団!」を、仙台・セキスイハイムスーパーアリーナにて開催[188][189]。
- 17日〜7月16日 - フジテレビ・関西テレビほか主催による古代エジプトの特別展「ツタンカーメン展〜黄金の秘宝と少年王の真実〜」を、大阪・天保山特設ギャラリーにて開催。また、同展は東京でも8月4日〜2013年1月20日まで上野の森美術館（台東区）にて開催。
- 19日〜25日 - 日本テレビが東京・汐留の日テレプラザにてイベント「春のPON!祭り」を開催。
- 20日〜4月8日 - TBSで3週間にわたり特別週間「こども元気ウィーク」を展開。同じくして同局主催イベント「春サカス2012〜こども元気ひろば〜」が赤坂サカスにて開催された[190]。
- 24日 - テレビ朝日と吉本興業子会社のよしもとクリエイティブ・エージェンシーが、かつての同局人気番組『さんまのナンでもダービー』（1993年-1995年）を アメリカ合衆国の番組制作会社ワーナー・ブラザース・インターナショナル・テレビジョン・プロダクションと共同で世界展開することを発表[191]。
- 25日 - 吉本興業が 香港の衛星放送局東風衛視（中国語版）との業務提携を発表。5月1日より「吉本東風衛視」にチャンネル名を改め共同運営開始[192]。
- 28日 - フジテレビが2012年度のソーシャルゲーム事業の取り組みを発表[193]。
- 31日
  - 福島・宮城・岩手3県の地上アナログ放送がこの日正午に終了、デジタル放送へ完全移行。アナログ放送は正午にお知らせ画面に切り替わり[194]、24時（4月1日0時）をもって完全停波。これにより日本全国における地上波のデジタル化が完了した[195]。
  - 放送大学学園がCS放送（スカパー!）での放送を終了、BSへ完全移行[196]。
  - NHK村上信夫[197] と神田愛花[198]、日本テレビ松尾英里子と宮崎宣子[199]、TBS山田愛里、テレビ朝日佐々木正洋等各局アナウンサーが退職。佐々木は浅井企画所属のフリーアナウンサー・タレントに転向[200]、神田、宮崎もそれぞれフリーアナウンサーへ[201][202]。また山田は東京大学大学院へ進学しキャリアアップを目指す[203]。
  - 人気子役として親しまれた大橋のぞみが同日付で芸能界引退。中学入学を機に学業に専念[204]。なお、最後のテレビ出演は3月19日の『人生が変わる1分間の深イイ話昭和VS平成名曲SP』（日本テレビ系）。
- 31日〜4月6日 - 毎日放送が大阪・茶屋町本社にてイベント「MBS春のさくら祭り」を開催。

### 4月
- 1日
  - NHK前橋・宇都宮両放送局が、総合テレビの放送を関東広域から県単位に移行。前年度実施の予定がテレビ完全デジタル化の円滑実施を理由に先送りされていたもので、既にハード面の整備はほぼ完了した。3月30日に総務省関東総合通信局より変更許可が下り[205]、この日より県域放送を開始した。
  - 携帯端末向けマルチメディア放送（V-High）・モバキャスとそれを使用する放送局、NOTTV（ノッティーヴィ）が開局（2016年6月30日閉局）。
  - 民放連、任期満了で退任した広瀬道貞（テレビ朝日顧問）の後任として、井上弘（TBSテレビ会長）が新会長に就任。
  - フジテレビ直営のCS放送フジテレビONE/TWO/NEXTがこの日よりフルリニューアル、3チャンネルそれぞれがジャンルを明確にした編成となる。またチャンネル名も「フジテレビONE スポーツ・バラエティ」「フジテレビTWO ドラマ・アニメ」「フジテレビNEXT ライブ・プレミアム」とする[206]。
  - テレビ朝日がCS放送事業のシーエス・ワンテンを連結子会社化。また、ニュースチャンネル朝日ニュースターが同局の直営へ移行（後のテレ朝チャンネル2）[207]。
  - 放送倫理・番組向上機構（BPO）の放送人権委員会・青少年委員会の委員に、放送人権委員会には市川正司（弁護士）、林香里（東京大学大学院教授）、奥武則（法政大学教授）が、青少年委員会には最相葉月（ノンフィクション作家）、川端裕人（小説家）がそれぞれ就任。任期は2015年（平成27年）3月まで3年間[208]。
- 2日
  - 日本テレビが2011年度の視聴率三冠王を獲得[209]。
  - この日から在京民放キー局5社と電通が、インターネットテレビにて共同でビデオ・オン・デマンド（VOD）サービスを行う「もっとTV」を開始[210]。なお、7月よりNHKも同サービスに加入[211]。
- 8日 - フジテレビ系朝の情報番組『めざましテレビ』プロデュースの物産店「お台場めざマルシェ」（台場・フジテレビ本社、2011年4月29日開店）がこの日をもって営業終了。
- 17日 - フジテレビがGoogleとのコンテンツパートナーシップに基づく番組コンテンツの多角的展開を発表。同日よりYouTubeに公式チャンネルを開設[212]。
- 27日 - BPOの放送倫理検証委員会は、NHK松山局のニュース誤報等の問題を受け「放送技術の進歩に局側が対応できていないことが原因」と指摘し、今後重大な放送事故に繋がる恐れがあるとして、放送局への注意を促した[213]。
- 28日 - 毎日放送の元アナウンサーで『アップダウンクイズ』（1963年 - 1985年）の司会等を務めた小池清が肺炎のため死去（80歳没）。
- 28日〜5月6日 - 日本テレビのゴールデンウィーク恒例イベント「日テレ黄金週間」、東京・汐留の日テレプラザにて開催。

### 5月
- 4月30日〜5月6日 - 毎日放送が「MBS京都ウィーク・京都知新〜京都はずっと新しい〜」と題し、京都にまつわる特集をテレビ・ラジオ・イベントで実施。その一環として大阪・茶屋町のMBS本社にてイベント「MBS茶屋町京都まつり」を、5月3日 - 5日の3日間開催[214]。
- 1日 - ブロードキャスト・サテライト・ディズニー、ジェイ・スポーツ、mmbiの3社が民放連に準会員として加盟
- 3日〜6日 - NHKが東京・渋谷の放送センターにてゴールデンウィーク恒例イベント「渋谷DEどーも2012〜NHKげんきランド〜」開催。
- 21日 - 新潟放送でこの日夕方の『Nスタ新潟』放送中に2回、計7分間にわたり音声が停止するトラブルがあった。放送機器の故障が原因とみられる[215]。
- 22日 - スカパー!でこの日13時52分ごろ - 最長24時31分の間、番組を伝送する地下回線に障害が発生したため、テレ朝チャンネル、朝日ニュースターなど33のSD放送チャンネルで放送が中断した。本件発生の原因は、工事による回線の誤切断である（一部ケーブルテレビでも中断）。
- 30日 - 1960年にハワイアンバンド「ヒロ・ハワイアンズ」のメンバーとして音楽界にデビュー、その後はジミー時田とマウンテンプレイボーイズ、ザ・ワンダースなどに属して1970年にソロ歌手へ転向、1971年に発表した『また逢う日まで』が大ヒットして同年の日本歌謡大賞及び日本レコード大賞を受賞、テレビでは自身が司会とエンターテイナーを務めた冠番組『尾崎紀世彦ショー ナウ・ナウ』（1972年、NETテレビ系）や、明星食品「カップリーナ」のCMなどに出演した歌手の尾崎紀世彦がこの日[注 23]、肝臓がんのため死去（69歳没）[216]。

### 6月
- 2日〜3日 - NHK、平成24年度環境キャンペーンの一環としてイベント「ECOパーク2012」を渋谷放送センターにて開催[217]。
- 3日〜10日 - 日本テレビ、毎年恒例の環境キャンペーン「つなげよう、ecoハート。」を1週間にわたり展開。
- 6日 - 【訃報】三笠宮崇仁親王の第一男子として生誕し、皇族として数々の社会的活動を展開、1975年4月1日放送のNETテレビ『徹子の部屋』やフジテレビ系『スター千一夜』（1976年）など異例ともいえるテレビ出演をするなど、皇族らしくないとされる破天荒な活動が話題を集めたことで知られた寛仁親王がこの日、佐々木研究所附属杏雲堂病院において多臓器不全のために薨去した（66歳没）[218]。
- 12日 - フジテレビはこの日、ニューヨーク支局に勤務していたアナウンサー長谷川豊（当時）について、滞在関連費用の不正使用に伴う降格処分を発表[219]。
- 17日 - 宮城県栗原市などで、NHK仙台放送局の地上デジタル放送（総合・Eテレ）が10時12分から50分間にわたり放送中断。電気系統の不具合が原因[220]。
- 18日 - 日本テレビがスマートフォン用アプリ「LINE」に、『ZIP!』『Music Lovers』の2番組の公式アカウントを、テレビ番組で初めて開設[221]。
- 20日 - インターネットテレビ向けVODサービス「もっとTV」のスマートフォン・タブレット版アプリがリリース[222]。
- 26日 - ニッポン放送→フジテレビ元アナウンサーで、フジテレビのクリエイティブ事業営業部プロデューサーも務めた塚越孝が死去（56歳没）。
- 29日 - 『太陽にほえろ!』（日本テレビ系、1972年-1986年）『北の国から』（フジテレビ系、1981年-2002年）等のドラマで活躍し、『ちい散歩』（テレビ朝日、5月4日終了）の散歩人役で親しまれた俳優の地井武男が心不全のため死去（70歳没）。
- 30日 - テレビ朝日アナウンサーの石井希和が同日付で退職[223]。7月よりホリプロに所属、フリーアナウンサーとして活動[224]。

### 7月
- テレビ朝日が4〜6月期の3ヶ月連続視聴率四冠王（全日・ゴールデン・プライム・プライム2）を達成[225]。同局の四冠達成はNETテレビ時代を含めて初。
- 1日 - スカパー!e2（後のスカパー!）で放送されている時代劇専門チャンネル、ファミリー劇場、TBSチャンネル、テレ朝チャンネル、スーパー!ドラマTV、朝日ニュースターの6チャンネルがHD放送に移行。
- 2日
  - 日本テレビがグループ内に新会社・ライフビデオを同日付で設立。社長には同局元プロデューサーで、編成局専門部長の土屋敏男が就任[226]。
  - WOWOWが加入者向け新サービス「WOWOWメンバーズオンデマンド」を開始[227]。
  - お笑いトリオ・ソーセージ（よしもと所属）のメンバー、藤本聖が、元交際相手の女性に対する暴行傷害容疑で逮捕された[228]。これを受け、藤本もレギュラー出演していた毎日放送『ソガのプワジ』は、翌3日の放送を休止。翌週10日以降も、31日・8月7日のロンドンオリンピック特別編成による休止期間も含め、6週に亘って放送休止となった[229]。なお同番組は9月25日で終了[230] した[注 24]。
- 6日 - 南海放送でこの日午前3時過ぎ〜正午過ぎまでのおよそ9時間半にわたり、愛媛県四国中央市の広い範囲で放送が一時停波した。川之江中継局で発生した電波の送信機器の故障が原因とみられる[232]。
- 13日 - BPOの放送倫理検証委員会は、日本テレビ系で5月4日に放送された『緊急放送!芸能★BANG+ゴールデン離婚占い借金…ニュースの主役vs最強記者軍団』について、中島知子（オセロ）と占い師の同居騒動を取り上げ、その占い師本人が登場するかのように新聞・テレビ誌の番組欄等で告知したが、実際に出演したのは別人であったため「視聴者の信頼という放送倫理の根本を裏切った放送だった」とし、審議対象とすることを決定[233]。
- 14日〜9月2日 - フジテレビの夏恒例イベント「お台場合衆国2012 ここから始まる!NIPPON応援団!」、東京・台場のフジテレビ本社屋ならびにダイバーシティ東京にて開催。
- 16日 - 落語家でタレント・司会者の桂三枝が「六代 桂文枝」を襲名。
- 21日〜9月2日 - TBSの夏恒例イベント「夏サカス2012〜笑顔の扉〜」、赤坂サカスにて開催[234]。
- 24日 - フジテレビがグリーとソーシャルゲーム事業において業務提携締結を発表[235]。
- 25日〜8月26日 - 日本テレビの夏恒例イベント「汐博2012」、汐留・日テレプラザにて開催。
- 31日
  - BPOの放送倫理検証委員会が、日本テレビ系『news every.』で4月25日に放送した特集「食と放射能 飲み水の安全性」が放送倫理違反であるとの意見書を公表[236]。
  - フジテレビアナウンサーの中野美奈子が同日付で退職。

### 8月
- 6日 - フジテレビが、系列会社の扶桑社ほかと共同で展開している電子書籍モバイルサイト「フジテレビBOOKS」をスマートフォンにて提供開始[237]。
- 21日 - 日本サッカー協会が2012年度日本サッカー殿堂顕彰者を発表し、サッカー実況アナウンサーの草分けとして、テレビ東京系『三菱ダイヤモンド・サッカー』（1968年-1988年）の司会を務め、その後もフリーとしてサッカー中継に携わっている金子勝彦（元テレビ東京パーソナリティ室（アナウンス室）長）がアナウンサーとして初となるサッカー殿堂顕彰者（特別選考）に選出された[238]。
- 23日 - メ〜テレ制作協力によるPlayStation Vita専用アドベンチャーゲーム『特殊報道部』（発売元：日本一ソフトウェア）発売。
- 31日 - 弁護士や司法書士らでつくる生活保護問題対策全国会議がこの日までに、お笑いタレントの母親の生活保護受給をめぐる一部番組での報道について、放送倫理違反があったとして、BPOに放送内容の審議要請を決定[239]。

### 9月
- 1日
  - お笑いタレント・スギちゃんがテレビ朝日での番組収録中に胸椎骨折で全治3カ月の重傷を負った事を、同局が発表。この事故を受け同局は該当番組の放送を延期、再発防止に努める事を述べ、5日に改めて謝罪した。なお、スギちゃんは『笑っていいとも!』（フジテレビ系）の月曜日レギュラーを9月中休演[240] した他、体育教師役で出演していたドラマ『GTO』（関西テレビ系）も最終回を脚本変更[241] の上休演（10月2日の特番は入院中の設定で出演[242]）。なお、早河洋同局社長は25日の定例会見で、バラエティ番組での飛び込み企画を一切中止することを明らかにした[243]。
  - スカパー!e2（後のスカパー!）で放送されているMUSIC ON! TVがHD放送に移行。
  - 元日本テレビアナウンサーで、フリーアナウンサーの西尾由佳理がセント・フォースに同日付で所属[244]。一方、元フジテレビアナウンサーの中野美奈子もフリーアナウンサー事務所フォニックスに所属、フリーアナウンサーとして活動へ[245]。
- 3日〜14日 - TBSが特別週間「ココロ元気week」を12日間にわたって展開。『みのもんたの朝ズバッ!』『はなまるマーケット』『ひるおび!』の各番組等でスペシャル企画等を実施。2011年2月、6月に続き3度目[246]。
- 6日 - 女優・タレントの梅宮アンナが山梨県河口湖にてテレビ東京系『土曜スペシャル 涼しい湖畔を探索!湖ぐるり一周!ふれあい旅』（9月22日放送）の収録中、ウエークボードに挑戦した際、ボードから立ち上がる際にバランスを崩し転倒、左膝の靱帯を損傷する全治2か月の重傷。8日に同局が発表[247][注 25]。
- 26日 - TBSが2009年秋から2010年までに赤坂サカスで行った地産地消の普及を目的としたイベントにおいて、農林水産省からの補助金を過大に受け取っていたとして、返還する方針をこの日同局が明らかにした[248]。
- 28日 - スカパー!e2（後のスカパー!）で放送されているフジテレビNEXTの放送事業者がサテライト・サービスに移管。同時に伝送量の調整で行われ、フジテレビONE・TWOがHD放送に移行。これによりフジテレビONE/TWO/NEXTの3チャンネル全てがスカパー!HD・e2共にHD化する。
- 29日 - スカパー!HDのHDチャンネルが121チャンネルに増加、同時にH.264圧縮のSD放送39チャンネルも放送開始。これに併せる形でe2を含めたサービス名称を「スカパー!」に統一しロゴも変更、スカパー!HDとスカパー!光については「スカパー!プレミアムサービス」と位置づけて展開。
- 30日 - フジテレビのアナウンサーで、7月に同局社員と結婚した平井理央が退社[122]。日本テレビの報道記者兼ニュースキャスターだった丸岡いずみ（元北海道文化放送アナウンサー）も、映画評論家有村昆との結婚に伴い退社した[249]。

### 10月
- 1日
  - NHKが受信料を値下げ（地上契約が1,225円/月、衛星契約が2,170円/月の120円/月の値下げ）[250]。
  - 日本テレビが認定放送持株会社へ移行、日本テレビホールディングスに商号変更。BS日本（BS日テレ）、シーエス日本の2社を子会社化。
  - テレビ朝日、4月からの年度上半期プライム帯平均視聴率がNHKを含む在京キー局で初の首位に。なおゴールデン帯は日本テレビに次ぎ2位で、いずれもNETテレビ時代を含めて初[251]。
  - TBSがスカパー!にて新チャンネル「TBSチャンネル2」開局。これにより既存のTBSニュースバードとTBSチャンネル1（TBSチャンネルから名称変更）を合わせてTBSはCS3チャンネル体制となる[252]。この他スカパー!では、囲碁・将棋チャンネル、ディズニージュニア、歌謡ポップスチャンネルのSD放送3チャンネルも放送開始。
  - フジテレビがこの日、放送業界では初となる「デジタル女性アナウンサー」を採用、デジタルCG技術で誕生した架空のアナウンサー「杏梨ルネ」が同局に「入社」。なお「杏梨ルネ」は深夜番組『にっぽんのミンイ』（関東ローカル、10月15日 - 2013年3月）に登場[253]。
  - TOKYO MXが東京スカイツリーより送信開始。移転に伴う物理チャンネル切り替え措置として半年間東京タワーとのサイマル放送を行う[254]。
  - 民放連はこの日、放送番組の音声の新基準「ラウドネス」をこの日から導入[255][256]。
  - IMAGICA TVが民放連に準会員として加盟。
- 4日 - BPOの放送倫理検証委員会は『緊急放送!芸能★BANG+ゴールデン〜』（日本テレビ系、5月4日）の内容について、放送倫理違反があったとする意見書をまとめ、この日公表した[257]。
- 5日 - TBSのアナウンサーだった竹内香苗が同日付で退社。なお、竹内は11月1日付でホリプロと契約、同社スポーツ文化部アナウンス室に所属してフリーアナウンサーとして再出発[258]。
- 6日〜28日 - 毎日放送が大阪・茶屋町のMBS本社にてイベント「MBS茶屋町カンカン!」を開催[259]。
- 16日
  - テレビ朝日が東京国税局の税務調査において、2011年3月まで約2億7300万円の申告漏れを指摘されていた事がわかった[260]。
  - 日本テレビが、テレビ局では初となる「LINE」公式アカウントを開設[261]。
- 27日 - NHK前橋デジタル総合テレビジョン（群馬県域）がこの日朝からチャンネル識別信号を変更[262]。

### 11月
- 10日 - テレビ草創期以前より舞台などで活躍し『時間ですよ』（TBS系、1970年-1975年）などのテレビドラマや『3時のあなた』（フジテレビ系、1968年-1988年）の司会などで活躍した女優の森光子が肺炎による心不全のため死去（92歳没）。
- 14日 - NHKアナウンサーの森本健成がこの日夜、東急田園都市線車内で強制猥褻容疑で逮捕された[263]。なお森本は12月20日付で停職3か月の処分[264]。
- 21日 - ミヤギテレビでこの日10時23分から約25分間に亘り、宮城県全域で放送中断。同局主調整室の機器トラブルが原因と考えられるという[265]。
- 22日 - BSフジ『プライムニュース』担当の男性ディレクターが東京都迷惑防止条例違反容疑で警視庁に逮捕された[266]。
- 27日 - BPOの放送倫理検証委員会はこの日、テレビ神奈川（tvk）が4月10日『tvkニュース930』にて、神奈川県警察が横浜市内の無許可営業のスナック経営者の女性を風俗営業法違反容疑で現行犯逮捕したニュースの際、女性の顔や連行の様子などを、実名や自宅住所のスーパーと共に放送したことについて「放送倫理上重大な問題がある」とし、人権への配慮を求める勧告を発表した[267]。

### 12月
- 1日 - スカパー!で放送されているMTV、sky・A sports+、GAORAの3チャンネルがHD放送に移行。
- 3日 - グリーンチャンネルが、NTTドコモのFOMAシリーズ向けにテレビと同内容の動画配信サービスを開始。またスマートフォン向けは2013年2月に配信開始[268]。
- 5日 - 歌舞伎俳優、十八世中村勘三郎がこの日早朝に死去（57歳没）。
- 15日〜2013年1月6日 - フジテレビが冬イベント「お台場合衆国presents キラキラWINTER LAND」を、東京・台場の同局本社屋にて開催[269]。なお、同局主催による冬イベントは「お台場ラーメンPARK」（2009年12月〜2010年4月）以来3年ぶりとなる。
- 15日〜2013年1月27日 - テレビ東京が大平貴之の企画・プロデュース、JAXAの協力のもと開発した世界初の移動式大型宇宙体感シアター「SPACE BALL」、東京国際フォーラムで展示[270]。
- 16日 - 産前産後休業から復帰したテレビ朝日アナウンサーの武内絵美が、この日放送のサンデープレゼント『ザ・ラストショー〜エンディング図鑑〜』にて復帰後初出演。
- 19日 - 山陰中央テレビでこの日早朝4時54分から約2時間、地上デジタル放送の送信ミスにより鳥取県内東部及び中部の約12万5000世帯でテレビ放送が視聴不能となるトラブルが発生。原因は同局が機器増設工事を実施した際に、放送機器の動作確認を怠ったことによる中継局への専用電波の未送信に気付かなかった為[271][272]。
- 20日 - タレントの萩本欽一が日本テレビのグループ企業、ライフビデオの取締役に同日付で就任[273]。
- 22日 - NHK東京（総合・Eテレ）と民放キー局が2013年5月予定の東京スカイツリーへの送信所移転に向けて、受信障害対策の為、この日早朝4時58分より2分間スカイツリーからの試験放送を実施[274]。
- 31日 - TBSアナウンサーの青木裕子が同局を退社。

## 放送開始・終了

### 閉局・放送終了
- 3月31日 - 放送大学CSテレビ（BSデジタル放送に一本化）[196]
- 9月30日
  - ディズニーXD（スカパー!e2（後のスカパー!））
  - FOXプラス

### 開局・放送開始
- 3月1日 - BS釣りビジョン（BSデジタル放送で放送開始）
- 3月17日 - Dlife
- 4月1日
  - NHK前橋放送局（県域テレビジョン放送開始）
  - NHK宇都宮放送局（県域テレビジョン放送開始）
  - NOTTV（マルチメディア放送（V-High））
- 10月1日
  - FOXムービー プレミアム（スカパー!・スカパー!プレミアムサービス）※改称・内容変更、スカパー!放送開始
  - 寄席チャンネル（スカパー!プレミアムサービス） ※EXエンタテイメントより改称・内容変更
  - TBSチャンネル2（スカパー!）
  - 歌謡ポップスチャンネル（スカパー!）
  - 囲碁・将棋チャンネル（スカパー!）
  - ディズニージュニア（スカパー!）

### 移行
以下は全てスカパー!のチャンネルで、110度CS放送からBSデジタル放送に移行する。
- 3月1日
  - J SPORTS 3・4
  - 日本映画専門チャンネル
  - IMAGICA BS（旧洋画★シネフィル・イマジカ。BS移行に伴い改称）
  - ディズニー・チャンネル

## 周年

### 番組
| 月 | 周年 | 番組（主管局） |
| -- | ---- | --- |
| 1  | 30   | チバテレビカラオケ大賞21（千葉テレビ放送） |
| 4  | 40   | 金曜ロードSHOW!（日本テレビ） |
| 4  | 35   | テレビ寺子屋（テレビ静岡） |
| 4  | 25   | 月9ドラマ（フジテレビ） |
| 4  | 20   | クレヨンしんちゃん（テレビ朝日） ニャンちゅうワールド放送局（NHK Eテレ）                                                                           |
| 4  | 15   | スーパーJチャンネル（テレビ朝日） ポケットモンスターシリーズ（テレビ東京）                                                                         |
| 4  | 10   | ピタゴラスイッチ（NHK Eテレ） 行列のできる法律相談所（日本テレビ） みのもんたのサタデーずばッと（TBS） 日経スペシャル ガイアの夜明け（テレビ東京） |
| 6  | 15   | とんねるずのみなさんのおかげでした（フジテレビ）                                                                                                   |
| 7  | 35   | 土曜ワイド劇場（テレビ朝日） |
| 7  | 25   | FNSの日・FNS27時間テレビ（フジテレビ / FNS27局）                                                                                                   |
| 10 | 55   | テレビ体操（NHK） |
| 10 | 50   | NHK杯テレビ囲碁トーナメント（NHK Eテレ） |
| 10 | 30   | 森田一義アワー 笑っていいとも!（フジテレビ） 笑っていいとも!増刊号（フジテレビ） タモリ倶楽部（テレビ朝日）                                        |
| 10 | 25   | FNNスピーク（フジテレビ） サンデーモーニング（TBS）                                                                                                |
| 10 | 20   | ぶらり途中下車の旅（日本テレビ） |
| 10 | 15   | 踊る!さんま御殿!!（日本テレビ） おはスタ（テレビ東京） 奇跡体験!アンビリバボー（フジテレビ）                                                       |
| 10 | 10   | もしもツアーズ（フジテレビ） 真相報道 バンキシャ!（日本テレビ） 相棒シリーズ（テレビ朝日） NARUTO -ナルト-シリーズ（テレビ東京）                   |
| 11 | 45   | きょうの料理（NHK Eテレ） |
| 12 | 50   | キユーピー3分クッキング（中部日本放送） |
| 12 | 20   | ミュージックステーションスーパーライブ（テレビ朝日）                                                                                               |

### 開局・放送開始
デジタルテレビジョン放送局の開局は2003年12月1日以降であるため、前身のアナログテレビジョン放送からの通算。
| 月 | 周年 | 放送局                                                 |
| -- | ---- | ------------------------------------------------------ |
| 3  | 50   | NHK Eテレ（名古屋）                                    |
| 3  | 30   | テレビ大阪                                             |
| 3  | 10   | 日テレG+                                               |
| 4  | 55   | 北海道放送（札幌局）                                   |
| 4  | 50   | 名古屋テレビ放送（メ〜テレ） NHK Eテレ（金沢、鹿児島） |
| 4  | 40   | 北海道文化放送、テレビ神奈川、びわ湖放送               |
| 4  | 30   | くまもと県民テレビ                                     |
| 4  | 15   | さくらんぼテレビジョン、高知さんさんテレビ             |
| 5  | 55   | NHK総合（松山、北九州）                                |
| 6  | 55   | NHK総合（静岡）                                        |
| 6  | 50   | NHK Eテレ（札幌、松山）                                |
| 9  | 50   | 広島テレビ放送 NHK Eテレ（山口、福岡）                 |
| 10 | 50   | 仙台放送、NHK Eテレ（帯広）                            |
| 10 | 30   | 鹿児島放送                                             |
| 10 | 20   | 秋田朝日放送、あいテレビ                               |
| 11 | 50   | NHK Eテレ（山形、長野、新潟、福井）                    |
| 12 | 55   | NHK総合（岡山、金沢）                                  |
| 12 | 50   | NHK Eテレ（松江、大分）                                |
| 12 | 05   | 日本BS放送（BS11デジタル）、TwellV                     |

## 記念回

### 帯番組
- 10000回 - おはよう朝日です（8月18日、朝日放送）
- 9000回 - 世界の車窓から（7月1日、テレビ朝日）
- 4000回 - すぽると!（11月24日（23日深夜）、フジテレビ）
- 3000回 - ちちんぷいぷい（7月2日、毎日放送）
- 1000回 - ごきげんライフスタイル よ〜いドン!（6月4日、関西テレビ）

### レギュラー番組
- 2400回 - MUSIC FAIR（3月3日、フジテレビ）
- 2300回 - 笑点（2月5日、日本テレビ）
- 2100回 - 遠くへ行きたい（4月8日、読売テレビ）
- 1800回 - 釣りごろつられごろ（8月18日、テレビ新広島）
- 1200回
  - 3月21日 - いい旅・夢気分（テレビ東京）
  - 8月18日 - 釣り・ロマンを求めて（テレビ東京）
- 1000回
  - 2月12日 - ちびまる子ちゃん（フジテレビ）[注 36]
  - 3月5日 - 痛快!明石家電視台（毎日放送）[276]
  - 5月26日 - ぶらり途中下車の旅（日本テレビ）
  - 9月22日 - 朝だ!生です旅サラダ（朝日放送）[277]
- 900回 - The Hit（12月26日、サンテレビ）
- 800回
  - 1月7日 - あさパラ!（読売テレビ）
  - 3月24日 - ランク王国（TBS）
  - 7月17日 - NHK歌謡コンサート（NHK総合）
- 700回
  - 1月20日 - 快傑えみちゃんねる（関西テレビ）
  - 4月5日 - とんねるずのみなさんのおかげでした（フジテレビ）
  - 5月6日 - 情熱大陸（毎日放送）
- 600回
  - 1月22日 - ザ・ノンフィクション（フジテレビ）
  - 4月7日 - 美の巨人たち（テレビ東京）
- 500回
  - 1月17日 - 日経スペシャル ガイアの夜明け（テレビ東京）
  - 2月5日 - 新堂本兄弟（フジテレビ）[注 37]
  - 3月1日 - 奇跡体験!アンビリバボー（フジテレビ）
  - 8月1日 - 水野真紀の魔法のレストラン（毎日放送）
  - 9月27日 - NARUTO -ナルト-シリーズ（テレビ東京）[注 38]
  - 10月7日 - やべっちFC（テレビ朝日）
  - 10月28日 - 酒の肴つくってみーよ（山形放送）
- 400回
  - 4月15日 - プリキュアシリーズ（朝日放送）[注 39]
  - 7月1日
    - がっちりマンデー!!（TBS）
    - 日曜ビッグバラエティ（テレビ東京）

  - 7月22日 - 中井正広のブラックバラエティ（日本テレビ）
- 300回
  - 6月28日 - 日経スペシャル カンブリア宮殿（テレビ東京）
  - 6月29日 - ぴったんこカン・カン（TBS）
  - 8月5日 - ニャンちゅうワールド放送局（NHK Eテレ）
  - 8月12日 - Music Lovers（日本テレビ）

### 不定期・特別番組
- 300回
  - 3月10日 - 朝まで生テレビ!（テレビ朝日）
- 60回
  - 12月31日 - NHK紅白歌合戦（NHK総合）[注 40]
- 50回
  - 11月17日 - 今夜も生でさだまさし（NHK総合）[注 41]

## 視聴率
数字・視聴率はビデオリサーチ関東地区調べ。その他地域別の視聴率はその他テレビに関する話題に。

### 報道・情報番組
| 順位 | 視聴率 | 放送日               | 番組名                     | 放送局     |
| ---- | ------ | -------------------- | -------------------------- | ---------- |
| 1    | 26.5%  | 9月30日 18:45-19:00  | 首都圏ニュース・気象情報   | NHK総合    |
| 2    | 26.0%  | 9月30日 19:00-19:30  | NHKニュース7               | NHK総合    |
| 3    | 24.5%  | 4月29日 19:30-19:45  | NHKニュース7               | NHK総合    |
| 4    | 23.9%  | 12月31日 23:45-00:15 | ゆく年くる年               | NHK総合    |
| 5    | 23.8%  | 4月3日 19:00-19:30   | NHKニュース7               | NHK総合    |
| 5    | 23.8%  | 8月20日 20:45-21:00  | 首都圏ニュース845          | NHK総合    |
| 7    | 23.6%  | 6月19日 20:45-21:00  | 首都圏ニュース845          | NHK総合    |
| 8    | 23.2%  | 11月14日 22:30-23:30 | 報道ステーション           | テレビ朝日 |
| 9    | 23.1%  | 6月19日 19:00-20:43  | NHKニュース7               | NHK総合    |
| 10   | 22.2%  | 1月23日 20:45-21:00  | 首都圏ニュース845          | NHK総合    |
| 11   | 22.1%  | 9月30日 19:30-20:00  | NHKニュース7               | NHK総合    |
| 12   | 21.8%  | 12月7日 18:00-19:00  | ニュース（三陸沖地震関連） | NHK総合    |
| 13   | 21.5%  | 4月3日 19:30-19:58   | クローズアップ現代         | NHK総合    |
| 14   | 21.0%  | 9月30日 18:00-18:45  | ニュース（台風17号関連）   | NHK総合    |
| 15   | 20.5%  | 12月2日 19:00-19:30  | NHKニュース7               | NHK総合    |
| 16   | 20.4%  | 11月1日 21:45-23:09  | 報道ステーション           | テレビ朝日 |

### スポーツ
| 順位 | 視聴率 | 放送日               | 番組名                                                                             | 放送局     |
| ---- | ------ | -------------------- | ---------------------------------------------------------------------------------- | ---------- |
| 1    | 35.1%  | 6月12日 18:56-21:00  | 2014 FIFAワールドカップ ブラジル・アジア地区最終予選 オーストラリアVS日本          | テレビ朝日 |
| 2    | 31.6%  | 6月8日 19:28-21:35   | 2014 FIFAワールドカップ ブラジル・アジア地区最終予選 日本対ヨルダン                | テレビ朝日 |
| 3    | 31.1%  | 6月3日 19:27-21:35   | 2014 FIFAワールドカップ ブラジル・アジア地区最終予選 日本対オマーン                | テレビ朝日 |
| 4    | 30.2%  | 7月28日 20:55-22:05  | ロンドンオリンピック サッカー女子予選・日本×スウェーデン・後半                     | NHK総合    |
| 5    | 30.0%  | 11月14日 20:00-22:30 | 2014 FIFAワールドカップ ブラジル・アジア地区最終予選 オマーン対日本                | テレビ朝日 |
| 6    | 29.1%  | 8月10日 5:10-5:33    | ロンドンオリンピック サッカー女子決勝・日本×アメリカ                               | NHK総合    |
| 7    | 28.9%  | 9月11日 18:30-21:37  | 2014 FIFAワールドカップ ブラジル・アジア地区最終予選 日本対イラク                  | テレビ朝日 |
| 8    | 28.6%  | 7月28日 8:47-9:02    | NHKニュースおはよう日本&オリンピック                                               | NHK総合    |
| 9    | 28.5%  | 1月3日 7:50-14:18    | 新春スポーツスペシャル 第88回東京箱根間往復大学駅伝競走・復路                      | 日本テレビ |
| 10   | 27.9%  | 1月2日 7:50-14:05    | 新春スポーツスペシャル 第88回東京箱根間往復大学駅伝競走・往路                      | 日本テレビ |
| 11   | 26.0%  | 7月26日 23:37-24:35  | ロンドンオリンピック サッカー男子1次リーグD組・日本×スペイン・後半                 | NHK総合    |
| 12   | 25.9%  | 7月26日 22:45-23:34  | ロンドンオリンピック サッカー男子1次リーグD組・日本×スペイン・前半                 | NHK総合    |
| 13   | 24.9%  | 7月28日 4:30-8:47    | ロンドンオリンピック・開会式                                                       | NHK総合    |
| 14   | 24.3%  | 7月28日 20:00-20:55  | ロンドンオリンピック サッカー女子予選・日本×スウェーデン・前半                     | NHK総合    |
| 14   | 24.3%  | 8月12日 19:08-21:25  | ロンドンオリンピック 陸上・男子マラソン                                            | NHK総合    |
| 16   | 23.9%  | 8月4日 19:10-22:00   | ロンドンオリンピック サッカー男子準々決勝・日本×エジプト                           | 日本テレビ |
| 17   | 23.7%  | 10月16日 20:54-23:13 | サッカー国際親善試合・日本×ブラジル                                                | フジテレビ |
| 18   | 23.6%  | 8月10日 4:50-5:00    | ロンドンオリンピック サッカー女子決勝・日本×アメリカ                               | NHK総合    |
| 19   | 23.3%  | 5月27日 19:09-21:44  | 2012ロンドンオリンピックバレーボール世界最終予選・女子 日本×セルビア               | フジテレビ |
| 19   | 23.3%  | 11月3日 18:05-21:49  | コナミ日本シリーズ2012「巨人×日本ハム・第6戦」                                     | 日本テレビ |
| 21   | 23.2%  | 12月8日 18:30-21:28  | フィギュアスケートグランプリファイナル 第2日 男子ショート・女子フリー              | テレビ朝日 |
| 22   | 23.0%  | 7月26日 24:35-24:50  | ロンドンオリンピック サッカー男子1次リーグD組・日本×スペイン                       | NHK総合    |
| 23   | 22.7%  | 8月7日 24:25-27:00   | ロンドンオリンピック サッカー男子準決勝・日本×メキシコ                             | TBS        |
| 24   | 22.5%  | 8月5日 19:00-21:54   | ロンドンオリンピック 陸上・女子マラソン                                            | フジテレビ |
| 24   | 22.5%  | 2月29日 19:28-21:30  | サッカー・FIFAワールドカップアジア3次予選 日本×ウズベキスタン                      | TBS        |
| 26   | 22.0%  | 7月30日 21:45-24:20  | ロンドンオリンピック 柔道・決勝 男子73キロ級・女子57キロ級                         | NHK総合    |
| 27   | 21.7%  | 3月7日 22:00-23:54   | 女子サッカー・アルガルベカップ2012決勝戦 日本×ドイツ                               | フジテレビ |
| 27   | 21.7%  | 8月11日 19:00-21:24  | ロンドンオリンピック バレーボール女子3位決定戦・日本×韓国                          | フジテレビ |
| 29   | 21.2%  | 8月9日 21:05-24:00   | ロンドンオリンピック レスリング・女子55キロ級、72キロ級準決勝                      | NHK総合    |
| 30   | 20.5%  | 12月4日 19:00-21:14  | ボクシング亀田興毅 世界王座統一戦〜亀田史上最強の敵現る!〜 亀田興毅×ウーゴ・ルイス | TBS        |
| 31   | 20.4%  | 5月20日 17:00-18:03  | 大相撲夏場所・千秋楽                                                               | NHK総合    |
| 31   | 20.4%  | 7月31日 22:00-24:30  | ロンドンオリンピック サッカー女子予選・日本×南アフリカ                             | TBS        |
| 33   | 20.2%  | 7月29日 7:00-7:40    | NHKニュースおはよう日本&オリンピック                                               | NHK総合    |
| 33   | 20.2%  | 11月24日 19:30-20:45 | 2012NHK杯フィギュア                                                                | NHK総合    |
| 35   | 20.1%  | 10月22日 19:00-21:29 | Dramatic Game 1844 セ・リーグクライマックスシリーズ「巨人×中日・第6戦」            | 日本テレビ |

### ドラマ・映画
| 順位 | 視聴率 | 放送日                                            | 番組名                                                                         | 放送局     |
| ---- | ------ | ------------------------------------------------- | ------------------------------------------------------------------------------ | ---------- |
| 1    | 25.0%  | 1月28日 8:00-8:15                                 | 連続テレビ小説・カーネーション                                                 | NHK総合    |
| 2    | 24.9%  | 8月11日 8:00-8:15                                 | 連続テレビ小説・梅ちゃん先生                                                   | NHK総合    |
| 3    | 24.4%  | 12月13日 21:00-22:09                              | ドクターX〜外科医・大門未知子〜（最終回）                                      | テレビ朝日 |
| 4    | 23.8%  | 8月25日 21:23-23:23                               | 24時間テレビスペシャルドラマ・車イスで僕は空を飛ぶ                             | 日本テレビ |
| 5    | 23.3%  | 3月31日 8:00-8:15                                 | 連続テレビ小説・カーネーション（最終回）                                       | NHK総合    |
| 6    | 23.1%  | 7月19日 8:00-8:15                                 | 連続テレビ小説・梅ちゃん先生                                                   | NHK総合    |
| 7    | 23.0%  | 3月1日 8:00-8:15                                  | 連続テレビ小説・カーネーション                                                 | NHK総合    |
| 8    | 22.8%  | 6月16日 8:00-8:15                                 | 連続テレビ小説・梅ちゃん先生                                                   | NHK総合    |
| 9    | 22.6%  | 9月27日 8:00-8:15                                 | 連続テレビ小説・梅ちゃん先生                                                   | NHK総合    |
| 10   | 22.4%  | 7月28日 9:02-9:17 9月1日 8:00-8:15                | 連続テレビ小説・梅ちゃん先生                                                   | NHK総合    |
| 11   | 22.3%  | 6月25日 8:00-8:15                                 | 連続テレビ小説・梅ちゃん先生                                                   | NHK総合    |
| 12   | 22.2%  | 6月20日 6月22日 6月23日 8月20日 9月10日 8:00-8:15 | 連続テレビ小説・梅ちゃん先生                                                   | NHK総合    |
| 13   | 22.1%  | 5月21日 9月3日 8:00-8:15                          | 連続テレビ小説・梅ちゃん先生                                                   | NHK総合    |
| 14   | 22.0%  | 7月3日 7月11日 8:00-8:15                          | 連続テレビ小説・梅ちゃん先生                                                   | NHK総合    |
| 15   | 21.9%  | 8月17日 8:00-8:15                                 | 連続テレビ小説・梅ちゃん先生                                                   | NHK総合    |
| 16   | 21.8%  | 9月17日 8:00-8:15                                 | 連続テレビ小説・梅ちゃん先生                                                   | NHK総合    |
| 17   | 21.7%  | 6月6日 6月8日 8:00-8:15                           | 連続テレビ小説・梅ちゃん先生                                                   | NHK総合    |
| 18   | 21.4%  | 5月18日 8:00-8:15                                 | 連続テレビ小説・梅ちゃん先生                                                   | NHK総合    |
| 18   | 21.4%  | 9月29日 8:00-8:15                                 | 連続テレビ小説・梅ちゃん先生（最終回）                                         | NHK総合    |
| 20   | 21.3%  | 3月5日 8:00-8:15                                  | 連続テレビ小説・カーネーション                                                 | NHK総合    |
| 20   | 21.3%  | 9月1日 21:00-23:10                                | 土曜プレミアム特別企画 踊る大捜査線 THE LAST TV サラリーマン刑事と最後の難事件 | フジテレビ |
| 22   | 21.2%  | 5月31日 8:00-8:15                                 | 連続テレビ小説・梅ちゃん先生                                                   | NHK総合    |
| 23   | 21.1%  | 5月10日 8:00-8:15                                 | 連続テレビ小説・梅ちゃん先生                                                   | NHK総合    |
| 24   | 21.0%  | 4月27日 8:00-8:15                                 | 連続テレビ小説・梅ちゃん先生                                                   | NHK総合    |
| 25   | 20.9%  | 4月12日 8:00-8:15                                 | 連続テレビ小説・梅ちゃん先生                                                   | NHK総合    |
| 26   | 20.8%  | 2月14日 3月21日 3月23日 8:00-8:15                 | 連続テレビ小説・カーネーション                                                 | NHK総合    |
| 27   | 20.7%  | 2月6日 8:00-8:15                                  | 連続テレビ小説・カーネーション                                                 | NHK総合    |
| 28   | 20.6%  | 2月23日 8:00-8:15                                 | 連続テレビ小説・カーネーション                                                 | NHK総合    |
| 28   | 20.6%  | 4月21日 8:00-8:15                                 | 連続テレビ小説・梅ちゃん先生                                                   | NHK総合    |
| 30   | 20.5%  | 2月2日 8:00-8:15                                  | 連続テレビ小説・カーネーション                                                 | NHK総合    |
| 30   | 20.5%  | 3月21日 20:00-22:09                               | 相棒 Season10・最終回スペシャル                                                | テレビ朝日 |
| 30   | 20.5%  | 4月7日 8:00-8:15                                  | 連続テレビ小説・梅ちゃん先生                                                   | NHK総合    |
| 33   | 20.3%  | 5月2日 8:00-8:15                                  | 連続テレビ小説・梅ちゃん先生                                                   | NHK総合    |
| 34   | 20.1%  | 1月19日 3月15日 8:00-8:15                         | 連続テレビ小説・カーネーション                                                 | NHK総合    |
| 34   | 20.1%  | 12月6日 21:00-21:54                               | ドクターX〜外科医・大門未知子〜                                                | テレビ朝日 |
| 34   | 20.1%  | 12月10日 21:00-22:09                              | PRICELESS〜あるわけねぇだろ、んなもん!〜                                       | フジテレビ |

### バラエティ・歌番組
| 順位 | 視聴率 | 放送日                     | 番組名                                                                                   | 放送局     |
| ---- | ------ | -------------------------- | ---------------------------------------------------------------------------------------- | ---------- |
| 1    | 42.5%  | 12月31日 21:00-23:45       | 第63回NHK紅白歌合戦                                                                      | NHK総合    |
| 2    | 33.2%  | 12月31日 19:15-20:55       | 第63回NHK紅白歌合戦                                                                      | NHK総合    |
| 3    | 28.0%  | 8月26日 19:00-21:09        | 24時間テレビ35「愛は地球を救う」                                                         | 日本テレビ |
| 4    | 23.9%  | 8月26日 17:23-19:00        | 24時間テレビ35「愛は地球を救う」                                                         | 日本テレビ |
| 5    | 22.3%  | 1月7日 19:00-20:54         | めちゃ×2イケてるッ!もうデブザイルなんて言わないでスペシャル!!                            | フジテレビ |
| 6    | 22.1%  | 1月5日 19:00-20:54         | ぐるナイ・新生ゴチ!撮影中に新メンバーを突撃スペシャル!!                                  | 日本テレビ |
| 7    | 21.9%  | 1月29日 3月4日 17:30-18:00 | 笑点                                                                                     | 日本テレビ |
| 8    | 21.8%  | 7月22日 18:30-20:54        | FNS27時間テレビ2012 笑っていいとも!真夏の超団結特大号!!徹夜でがんばっちゃってもいいかな? | フジテレビ |
| 9    | 21.6%  | 10月14日 17:30-18:00       | 笑点                                                                                     | 日本テレビ |
| 10   | 21.2%  | 1月15日 21:00-22:54        | 行列のできる法律相談所 絶対に許せない女の敵&アノ大物司会者がやってきた2時間SP            | 日本テレビ |
| 11   | 21.1%  | 1月22日 21:00-21:54        | 行列のできる法律相談所                                                                   | 日本テレビ |
| 11   | 21.1%  | 9月26日 21:43-23:24        | ザ!世界仰天ニュース キレイになりたい!大変身ビューティー祭り・第2部                       | 日本テレビ |
| 13   | 20.9%  | 11月4日 17:30-18:00        | 笑点                                                                                     | 日本テレビ |
| 14   | 20.8%  | 2月5日 17:30-18:00         | 笑点                                                                                     | 日本テレビ |
| 15   | 20.7%  | 7月1日 17:30-18:00         | 笑点                                                                                     | 日本テレビ |
| 16   | 20.5%  | 9月30日 17:30-18:00        | 笑点                                                                                     | 日本テレビ |
| 17   | 20.3%  | 1月9日 21:00-23:14         | SMAP×SMAP 2012超!超!超!豪華ゲスト30人一挙に登場でみんな楽しいねSP                        | フジテレビ |
| 18   | 20.1%  | 1月9日 19:00-21:48         | お試しかっ!2012初の帰れま10は豪華対抗戦                                                  | テレビ朝日 |
| 18   | 20.1%  | 2月12日 17:30-18:00        | 笑点                                                                                     | 日本テレビ |
| 20   | 20.0%  | 9月30日 19:00-21:54        | 世界の果てまでイッテQ!秋のマッターホルン登頂スペシャル                                   | 日本テレビ |

### アニメ
| 順位 | 視聴率 | 放送日                       | 番組名     | 放送局     |
| ---- | ------ | ---------------------------- | ---------- | ---------- |
| 1    | 21.3%  | 11月11日 18:30-19:00         | サザエさん | フジテレビ |
| 2    | 20.7%  | 1月15日 18:30-19:00          | サザエさん | フジテレビ |
| 3    | 20.5%  | 3月18日 10月14日 18:30-19:00 | サザエさん | フジテレビ |
| 4    | 20.4%  | 3月4日 18:30-19:00           | サザエさん | フジテレビ |
| 5    | 20.2%  | 11月4日 18:30-19:00          | サザエさん | フジテレビ |
| 6    | 20.1%  | 9月30日 18:30-19:00          | サザエさん | フジテレビ |

## 報道・情報番組

### 終了番組

#### 3月
- 2日 - ニュースジャスト930（群馬テレビ）
- 6日 - DokiDokiてれび（北陸朝日放送）
- 8日 - 福祉ネットワーク（NHK Eテレ）
- 11日 - S-コンセプト（関西テレビ）
- 15日 - ど〜する?地球のあした（NHK Eテレ）
- 16日
  - おはZIP!（中京テレビ）
  - 歌うコンシェルジュ（NHK総合）
  - 3時のつボッ!（テレビ愛知）
  - 温たいむ（岡山放送）
- 17日
  - 土ようマルシェ（NHK総合）
  - 週刊ブックレビュー（NHK BSプレミアム）
- 18日
  - 産地発!たべもの一直線（NHK総合）[50]
  - 囲碁・将棋フォーカス（NHK Eテレ）※発展的解消、2番組に分割
- 19日
  - テリー伊藤のネホリハホリ（テレビ東京）
  - イブニング・ふぉ〜（中国放送）
- 23日 - きらっといきる（NHK大阪放送局 / NHK Eテレ）
- 24日 - 二人の食卓 〜ありがとうのレシピ〜（テレビ朝日）
- 25日
  - ITホワイトボックス（NHK Eテレ）
  - 週刊!健康カレンダー カラダのキモチ（中部日本放送）
  - 絶景日本の健康歩き〜ウオーキングプラス〜（フジテレビ）
  - 週刊育児ニュース（テレビ大阪）
  - 美と健康の健やかタイム（テレビ東京）
  - トコトンハテナ（テレビ東京）
  - TOKYO AWARD Design&Art（テレビ東京）
- 27日
  - IT情報番組 iCon（日本テレビ）
  - マネーの知恵袋（テレビ東京）
  - シアターS（札幌テレビ放送）
- 29日
  - ドリームクリエイター（テレビ東京）第1期終了
  - プチっとく（関西テレビ）
  - みちゃえる!（中部日本放送）
- 30日
  - Bizスポ（NHK総合）
  - NHKニュース24（NHK総合）
  - はじめて記念日（フジテレビ）※単体番組終了（『知りたがり!』へ内包）
  - のりゆきのトークDE北海道（北海道文化放送）
  - 全力LIVE（新潟テレビ21）
  - ものスタMOVE（テレビ東京）[279]
  - Mプラス 9（テレビ東京）[279]
  - マイ・ライク!（テレビ東京）
  - ULALA ナナパチ（TOKYO MX）
  - NEWS SIGNAL（サンテレビジョン）
  - CLOCK15（千葉テレビ放送）
  - お昼のNews Access（BS朝日）
  - MADE IN BS JAPAN アジア♥スキ（BSジャパン）
- 31日
  - 城島茂の週末ナビ ココイコ!（テレビ朝日）[67]
  - めざましどようびメガ（フジテレビ）
  - スマートJAPAN -Global Leaders-（テレビ東京）
  - 広告の番組（テレビ東京）
  - エンプラ（TBS）
  - よい国のニュース（BS日テレ）
  - 勝間和代#デキビジ（BSジャパン）
  - 愛川欽也パックインジャーナル（朝日ニュースター）※事業者変更によるチャンネル改編に伴う

#### 9月
- 25日
  - ナニキル?天気予報（TBS）
  - どれ☆きよ天気予報（毎日放送）
- 28日
  - レディス4（テレビ東京）[130]
  - ゴールデンアワー（TOKYO MX）
  - シネリポ!（フジテレビ）
- 29日
  - のびのび!カマンベーロ（TVQ九州放送）
  - BSブランチ（BS-TBS）※『王様のブランチ』のBSサイマル放送終了に伴う[注 43]
- 30日
  - 24時間テレビリポート（日本テレビ）
  - あなたと日テレ（日本テレビ）
  - ヒットの秘密!（テレビ東京）全国ネット撤退
  - ひるパパ（テレビ東京）

#### 11 - 12月
11月
- 2日 - 札幌美少女図鑑TV（北海道放送）[280]
- 15日 - 情報特急546（鉄道チャンネル）

12月
- 17日 - そこが知りたい 特捜!板東リサーチ（中部日本放送）[281]
- 21日 - エブリのうち（岡山放送）
- 24日 - スマートママ☆コレクション（テレビ大阪）
- 27日 - 美女美学〜ヨンアのきれいのつくり方〜（フジテレビ）

### 開始番組

#### 3月
- 5日 - ニュースeye8（群馬テレビ）

#### 4月
- 1日
  - 健康カプセル!ゲンキの時間（中部日本放送）[282]
  - ヒットの泉〜ニッポンの夢ヂカラ!〜（朝日放送）
  - TOKYO BRANDNEW GIRLS（テレビ東京）[283]
  - 医療の扉（BS日テレ）[284]
- 2日
  - Bizプラス（NHK総合）[49]
  - NEWS WEB 24（NHK総合）レギュラー放送開始[49]
  - Rの法則（NHK Eテレ）※週1回→帯番組へ移行
  - ハートネットTV（NHK Eテレ）[49]
  - 恋する雑貨（NHK BSプレミアム）[285]
  - ほっとぐんま640（NHK前橋放送局）
  - とちぎ640（NHK宇都宮放送局）
  - ひるはぴ（NHK仙台放送局 / NHK総合（東北6県））
  - ママモコモてれび（日本テレビ）
  - キャッチ!（中京テレビ）
  - イマなま3チャンネル（中国放送）
  - 旬感!3ch（大分放送）
  - ノンストップ!（フジテレビ）[57]
  - 知りたがり!（フジテレビ）※枠移動、リニューアル[57][59]
  - さあ!トークだよ（北海道文化放送）
  - エブリのうち（岡山放送）
  - 視聴者参加型情報ライブ タマリバ（テレビ西日本）
  - げっきん!LIVE4 ゆうテレ（鹿児島テレビ放送）
  - スーパーJにいがた（新潟テレビ21）
  - ニュース&情報ライブ くまパワ（熊本朝日放送）
  - news5（テレビせとうち）
  - チェックタイム（TOKYO MX）[44]
  - NEWS PORT（サンテレビジョン）
  - TOKYO DESIGNERS WEEK.tv（BS日テレ）[284]
  - ごごいち!ニュースキャッチ（BS朝日）[286]
  - NIKKEI×BS LIVE 7PM（BSジャパン）[287]
  - きがきく食卓（BSフジ）
  - まちのたね（BSフジ）[288]
- 3日
  - くらし☆解説（NHK総合）
  - ものスタ（テレビ東京）※改題、枠移動[279]
  - おいしい畑びより（フジテレビ）
  - 写ねーる（NHK BSプレミアム）[285][289]
  - 宮崎美子のすずらん本屋堂（BS11）[290]
- 4日 - アフロディーテの羅針盤（NHK BSプレミアム）[285]
- 5日
  - 美女美学〜ヨンアのきれいのつくり方〜（フジテレビ）
  - 美女リレー（毎日放送）
  - もくよう☆アプリ（北海道放送）[291]
- 6日
  - BSコンシェルジュ（NHK総合・BSプレミアム・BS1）
  - ときめきとちぎ（NHK宇都宮放送局）
  - プリ♥プリ（毎日放送）[292]
  - しあわせ!シェフごはん（中部日本放送）[293]
  - Oh! しゃべりーの（千葉テレビ放送）
  - ジャパコン24（BSフジ）
- 7日
  - あさナビ（テレビ朝日）[67]
  - ママモコモサタデー（日本テレビ）
  - 見知らぬ関西新発見!みしらん（朝日放送）[294]
  - マネーの羅針盤（テレビ東京）
  - とうほく元気です!TV（東日本放送・青森朝日放送・秋田朝日放送・岩手朝日テレビ・山形テレビ・福島放送）
  - ドミソラ（福島放送）
  - TSCサタデーパレット（テレビせとうち）[295]
  - ハピ♥どき（テレビ愛媛）
  - U-doki（テレビ宮崎）[296]
  - 安田美沙子のオンリーわん（中部日本放送）[297]
  - らくらく!大人倶楽部（BS日テレ）[284]
  - ニッポンの大疑問（BS日テレ）[284]
  - セレブ通信（BS日テレ）[284]
- 8日
  - うまいッ!（NHK総合）[50][73]
  - 明日へ〜支えあおう〜（NHK総合）[52]
  - 将棋フォーカス（NHK Eテレ）※改題・分割
  - 囲碁フォーカス（NHK Eテレ）※改題・分割
  - メトログ（TBS）
  - ABCニュース&天気（朝日放送）
  - 一柳良雄が問う 日本の未来（BSジャパン）
- 9日
  - スキ♥モノ（フジテレビ）[298]
  - CULTURE CULTURE TV (北海道文化放送)[299]
- 12日
  - フジテレビからの!（フジテレビ）※改題
  - 小倉・住吉のおスミつき（BS朝日）[286]
- 13日
  - 情報LIVE ただイマ!（NHK総合）[49]
  - えぇトコ（NHK大阪放送局 / NHK総合・近畿2府4県）
  - テイバン.tv（BS朝日）[286]
  - 絶品!カレーなる週末（BS-TBS）[300]
- 14日
  - 世界にひとつ、の家（日本テレビ）[301]
  - ニッポン創造（日本テレビ）[302]
  - エン活!（TBS）※改題、リニューアル[303]
- 15日
  - ヒットの秘密（テレビ東京）
  - ほっかいどう経済ネオ（北海道放送）[304]
  - ニュース少年探偵団（BS-TBS）[305]
- 16日 - 山浦ひさしのトコトン!1スタ（テレビ愛知）
- 19日 - よるべん（TBS）
- 20日 - 金曜G7（岡山放送）
- 28日 - BSフジLIVE ソーシャルTV ザ・コンパス（BSフジ）

#### 6 - 9月
6月
- 3日 - くらしの探索III（千葉テレビ放送）※『くらしの探索II』（ - 5月27日）より改題

7月
- 2日 - 朝だ!タメ男（関西テレビ）[306]
- 3日 - オードリーの神アプリ@新世紀－UP DATE－（テレビ東京）
- 8日 - なるほど!ホームドクター（BS-TBS）[307]

9月
- 29日 - ふるさとバンザイ!!（BS朝日）[308]
- 30日 - 明日は何の日〜Your Tomorrow〜（BS朝日）[309]

#### 10 - 11月
10月
- 1日
  - プリプリ（毎日放送）※改題
  - L4 YOU!（テレビ東京）[130]
  - スマホPOLICE（テレビ朝日）[310]
  - 表参道MODE（テレビ東京）[311]
  - ニッポン・ダンディ（TOKYO MX）[312]
  - きょうのアナ。（東海テレビ）
  - チュ〜ポン!TV（中京テレビ）
  - まつしま!ワンダフル（東日本放送）[313]
  - 渋谷LIVE! ザ・プライムショー（WOWOWプライム）※改題・リニューアル
- 2日
  - FOCUS（日本テレビ）
  - 旬ハイウェイ（読売テレビ)
- 3日
  - 女神ビジュアル（NHK BSプレミアム）[314]
  - 週刊記念日〜この日何の日〜（BS朝日）[309]
- 4日 - からだ研究所〜いつまでも輝く人生を送りたい〜（BSフジ）[315]
- 5日
  - Nスペ5min.（NHK総合）
  - 東京暇人〜TOKYO hi-IMAGINE〜（日本テレビ）
  - キラ☆キラGirly mama（テレビ朝日）[316]
  - 金曜日はミックスフライ（千葉テレビ放送）
  - きょうのアナ。f（東海テレビ）
  - ZIP!やまぐち（山口放送）
- 6日
  - ポータル ANNニュース&スポーツ（テレビ朝日）※改題・リニューアル
  - 京都知新（毎日放送）
  - 節約チョイ技!快適ライフ!（札幌テレビ放送）[注 44][317]
  - ウチュー探偵（テレビ愛知）[318]
  - キレ★カワ女子部（TVQ九州放送）[319]
  - 石川和男・はるな愛 本音カフェ〜マドンナたちの政策トーク〜（BS朝日）[320]
- 7日
  - 日テレアップDate!（日本テレビ）
  - @らいふTV（TVQ九州放送）[321]
  - 山手線1周!ウォーキングルメ（BS朝日）[322]
- 9日 - fine（TBS）

11月
- 8日 - Witch（北海道放送）[280]
- 10日 - 土曜の夜は!おとななテレビ（TVQ九州放送）[323]

### 期間限定番組
- 1月5日 - 3月29日、イベコン（日本テレビ）
- 1月6日 - 3月23日、LA CONFIDENTIAL（TOKYO MX）[324]
- 1月8日 - 3月25日、もっと知りたい!大阪府議会（読売テレビ）
- 1月10日 - 3月27日、マナブル〜学ぶキミと夢へのバイブル〜（フジテレビ）
- 1月11日 - 3月28日、ふりこん!（関西テレビ）[325]
- 1月15日 - 3月11日、とるなり!育メン休暇 パパナリ!（中国放送）[326]
- 2月2日 - 3月22日、なでしこビューティー〜美髪のススメ〜（毎日放送）
- 2月27日 - 4月6日、部屋カツ!（テレビ東京）[327]
- 4月2日 - 9月24日、Switch（日本テレビ）
- 4月5日 - 9月27日、くまたまラジオPROGRESS（南海放送）
- 4月7日 - 9月29日、業界トップニュース（テレビ朝日）
- 6月25日 - 7月16日、宮崎彩と蒼井さやの沖縄大好き（テレビ大阪）全4回
- 7月7日 - 9月29日、江崎美恵子のHAPPY KITCHEN（毎日放送）
- 10月7日 - 12月23日、教えて!みんなのギモン〜大阪府議会はいま〜（関西テレビ）
- 10月8日 - 2013年3月25日、トレンドハンティング（関西テレビ）[328]
- 10月28日 - 11月5日、クルマながもちテレビ（北海道文化放送）[329]
- 10月28日 - 2013年末予定、しのぶのGO!GO!HAPPINESS（読売テレビ）[330]
- 11月4日 - 12月23日、ヒットの復習!（テレビ東京）

### 再開番組
- 7月5日 - ドリームクリエイター（テレビ東京）第2期開始
- 10月7日 - がん最前線 キャンサーボードTV SEASONIII（BS朝日）[331]

## 教養・ドキュメンタリー番組

### 終了番組

#### 2月
- 23日 - 爆笑問題のニッポンの教養（NHK総合）

#### 3月
- 14日 - たけしアート☆ビート（NHK BSプレミアム）
- 18日 - 新日本紀行ふたたび（NHK総合）
- 21日 - いのちドラマチック（NHK BSプレミアム）
- 25日
  - ミルク書（TBS）
  - 窓をあけて九州（RKB毎日放送 / JNN九州6局ネット）[37]
  - 味わいぶらり旅（RKB毎日放送）
  - るり色の砂時計（九州朝日放送 / ANN九州・沖縄・山口ブロック8局ネット）
  - 馬と駆ける冒険 エンデュランス（テレビ東京）
  - 大人の習い事 かんたんリメイク（BSジャパン）
- 28日
  - のりのり♪のりスタ（テレビ東京）
  - とんとんみーの冒険（テレビ東京 / テレビ大阪 / テレビ愛知 / RKB毎日放送）
- 29日
  - あしたをつかめ 平成若者仕事図鑑（NHK Eテレ）
  - Go Forward（テレビ東京）
  - 目からウロコの骨董塾（BSジャパン）
  - 今どき落語（BSジャパン）
- 30日
  - スウェーデンStyle（フジテレビ）
  - スマートラウンジ（BS朝日）
  - 池上彰の20世紀を見にいく（BSジャパン）
  - ふるさと発元気プロジェクト（BSジャパン）
- 31日 - 世界が愛した絵本（テレビ朝日）※全国ネット撤退

#### 5月
- 4日 - ちい散歩（テレビ朝日）[84]※出演者急病（死去）に伴う。

#### 9月
- 18日 - 極上美の饗宴（NHK BSプレミアム）
- 21日 - ヴィーナスの秘密（テレビ東京）
- 24日
  - プロフェッショナル 仕事の流儀（NHK総合）レギュラー放送終了
  - 恋する地球ものがたり（日本テレビ）
  - 世界・夢列車に乗って（BS-TBS）
- 25日
  - ココロとカラダ 満つる時間 おふっ、（NHK BSプレミアム）
  - 関口宏の昭和青春グラフィティ（BS-TBS）
- 27日
  - にっぽん歴史街道（BS-TBS）
  - THEナンバー2 〜歴史を動かした陰の主役たち〜（BS-TBS）
- 28日
  - 地球百景 フランスからの手紙（BS-TBS）
  - Disney Time 金曜版（テレビ東京）
- 29日 - 写真家たちの日本紀行 〜未来に残したい情景〜（BSジャパン）

### 開始番組

#### 1 - 3月
- 1月7日 - あの日 わたしは〜証言記録 東日本大震災〜（NHK）
- 1月8日 - 麗しのニッポン味覚遺産（BSフジ）[332]
- 2月19日 - 田原総一朗の仰天歴史塾 〜ニッポンリーダー列伝（BSジャパン）
- 3月4日 - 晴れ、ときどきファーム!（NHK BSプレミアム）[285]
- 3月7日 - ポチたまペットの旅（BSジャパン）改題

#### 4月
- 1日
  - 世界一の九州が始まる!（RKB毎日放送 / JNN九州・沖縄7局ネット）[37]
  - 列車に乗って（RKB毎日放送）
  - 世界が愛した絵本（テレビ朝日）※関東ローカル
  - 建物図鑑（テレビ東京）
  - みんな子どもだった（BS-TBS）[305][333]
- 2日
  - もういちど、日本（NHK Eテレ）地上波放送開始
  - 趣味Do楽（NHK Eテレ）
  - おとなの基礎英語（NHK Eテレ）
  - スーパープレゼンテーション（NHK Eテレ）
  - あにまるワンだ〜（NHK BSプレミアム）
  - 大人の旅歩き（BS日テレ）[284]
  - 檀れい 名匠の里紀行〜手わざ恋々和美巡り〜（BS日テレ）※改題[284]
  - 謎解き!江戸のススメ（BS-TBS）[305][334]
- 3日
  - オイコノミア（NHK Eテレ）
  - TOMORROW beyond 3.11（NHK BS1）[49]
  - ココロとカラダ 満つる時間 おふっ、（NHK BSプレミアム）
  - いのちのいろいろ（日本テレビ）
  - アトリエde加山（BSフジ）
- 4日
  - のりスタMax（テレビ東京）改題リニューアル
  - ニャンちゅうワールド放送局ミニ（NHK Eテレ）[335]
  - 基礎英語ミニ（NHK Eテレ）
  - ラグジー・ドライブ（BSフジ）[336]
- 5日
  - オトナへのトビラTV（NHK Eテレ）
  - 2PMのワンポイントハングル（NHK Eテレ）
  - やすだの歩き方（中部日本放送）
  - GRACE of JAPAN〜自然の中の神々〜（BSジャパン）
- 6日
  - ティーンズプロジェクト フレ☆フレ（NHK名古屋放送局 / NHK Eテレ）
  - 団塊スタイル（NHK Eテレ）
  - 東北発・未来塾（NHK Eテレ）[49]
  - パリで逢いましょう（BS日テレ）[284]
  - 百年の町なみ（BSジャパン）
- 7日
  - ごちそうライフ（千葉テレビ放送）
  - 日本の祭り傑作選（TOKYO MX）
  - 巡・韓国（BSフジ）[337]
  - おんな酒場放浪記（BS-TBS）[305]
  - 絶景・世界自然〜7ワンダーズ〜（BS日テレ）[284]
  - 日経スペシャル アジアの風〜小さな挑戦者たち〜（BSジャパン）[338]
- 7日・14日 - 輝く女/裸にしたい男（NHK BSプレミアム）[339]
- 8日
  - ワンワンパッコロ!キャラともワールド（NHK BSプレミアム）[340]
  - 地球アゴラ with you（NHK BS1）
  - テレビで基礎英語（NHK Eテレ）
  - トムさんの田舎のごちそう（BSジャパン）
  - 糀美人（BSフジ）
  - movie@home〜棚を彩る映画たち〜（BSフジ）
- 9日 - メディアのめ（NHK Eテレ）[341]
- 11日
  - 歴史にドキリ（NHK Eテレ）
  - げんばるマン（NHK Eテレ）
  - RSK地域スペシャル メッセージ（（RSK）山陽放送）
  - 世界の名画〜美の迷宮への旅〜（BS朝日）[286]
  - 歴史発見 城下町へ行こう!（BS朝日）[286]
- 12日 - スマイル!（NHK Eテレ）
- 13日
  - 世界にひとつ、の家（日本テレビ）
  - 美味しさの物語 幸福の一皿（BS朝日）[286][342]
  - ヨーロッパ路地裏紀行（BS朝日）[286][343]
- 22日
  - ムツゴロウのゆかいな動物図鑑（BSフジ）
  - すばらしき世界の絶景（BSフジ）[344]
- 29日
  - 短歌de胸キュン（NHK Eテレ）[345]※『NHK短歌』第4週（月1回）
  - 俳句さく咲く!（NHK Eテレ）[346]※『NHK俳句』第4週（月1回）

#### 5 - 7月
5月
- 2日 - 探検バクモン（NHK総合）
- 7日 - 若大将のゆうゆう散歩（テレビ朝日）

6月
- 3日
  - 旅ログ紀行 九州あっぷ旅路（RKB毎日放送）[347]
  - SL日和（MONDOTV）
- 6日 - まさはる君が行く!ポチたまペットの旅（BSジャパン）改題、リニューアル[27][注 45]

7月
- 5日 - みらいのつくりかた（テレビ東京）
- 18日 - 横山由依（AKB48）がはんなり巡る 京都・美の音色（関西テレビ）※月1回

#### 10月
- 1日
  - ファミリーヒストリー（NHK総合）レギュラー化
  - TAKARAZUKA BEAUTIES more（TwellV）
- 2日
  - イッピン（NHK BSプレミアム）
  - 地元の人が教える!2泊3日の旅（BS日テレ）[348]
  - ホテルの窓から（BS日テレ）[348]
  - 関口宏の風に吹かれて（BS-TBS）[349]
- 3日
  - 追跡者 ザ・プロファイラー（NHK BSプレミアム）
  - 日本100巡礼 思いの道 願いの道（BS日テレ）[348]
  - 美しい日本に出会う旅〜勘九郎 街道をゆく〜（BS-TBS）[349]
  - 日本史探究スペシャル ライバルたちの光芒〜宿命の対決が歴史を動かした!〜（BS-TBS）[349]
- 4日 - Hello!フォト☆ラバーズ 〜ミル・トル・アルク〜（BS朝日）
- 5日 - 体感!中国美食紀行（BS日テレ）[348]
- 6日
  - 大人の山歩き〜自分に出会える百名山〜（テレビ朝日）[350]
  - モタさんの“言葉”（NHKワンセグ2）[351]
  - 野天湯へGo!（BS日テレ）[348]
  - 特等展望!ヨーロッパ鉄道紀行（BS朝日）[352]
  - ゴエティーニョ!（岩手朝日テレビ）
- 7日 - 徳さんのお遍路さん 四国八十八カ所 心の旅（BS-TBS）[349]
- 8日 - 世界一周 魅惑の鉄道紀行（BS-TBS）[349]
- 9日 - ユメノハシラ（フジテレビ）
- 11日
  - オデッサの階段（フジテレビ）[82]
  - 世界・神秘の道をゆく（BS日テレ）[348]

### 期間限定番組
- 1月2日 - 3月26日、山下智久・ルート66〜たった一人のアメリカ（日本テレビ）
- 1月7日 - 28日、豊岡のEひと（毎日放送）
- 2月16日 - 3月15日、栗山千明のタンゴカフェ（NHK BSプレミアム）
- 2月19日 - 3月18日、ニッポン美味しい笑顔紀行〜東日本ギョギョうま編〜（BS-TBS）[353][354]
- 3月7日 - 5月30日、ポチたまペットの旅（BSジャパン）※改題、リニューアル[26]
- 3月11日 - 4月8日、勝・新 (KATSUARA) シーズン1（WOWOWプライム）[355]
- 4月2日 - 7月29日、にっぽん縦断 こころ旅〜2012春の旅〜（NHK BSプレミアム）
- 4月2日 - 9月28日、美少女ヌードル（テレビ朝日）
- 4月3日 - 6月26日、タイムスクープハンター シーズン4（NHK総合）
- 4月6日 - 9月28日、山のぼり大好き（サンテレビ）
- 4月8日 - 5月27日、頭がしびれるテレビ（NHK総合）
- 4月12日 - 7月5日、おーすとりっぷ 週末キレイ宣言（TBS）
- 4月12日 - 9月13日、仕事ハッケン伝（NHK総合）第2期
- 4月16日 - 9月24日、日本うまいもん紀行（BS-TBS）[305]
- 4月28日 - 9月29日、AKB自動車部（フジテレビ）
- 5月2日 - 9月26日、it's real（テレビ東京）
- 5月6日 - 6月24日、海老蔵 名古屋でかぶく!（中京テレビ）[356]
- 6月21日 - 7月12日、2nd Life Train〜ニッポン列車異国紀行〜（BS日テレ）
- 7月2日 - 9月24日、J'J Kis-My-Ft2 北山宏光 ひとりぼっちインド横断 バックパックの旅（日本テレビ）
- 7月13日 - 9月28日、ユーミンのSUPER WOMAN（NHK Eテレ）
- 8月19日 - 9月16日 - 勝・新 (KATSUARA) シーズン2（WOWOWプライム）[357]
- 9月2日 - 30日、しあわせのコーヒー〜至福の一杯を、あなたに〜（BS朝日）[358]
- 9月4日 - 25日、中島誠之助の極上探訪（テレビ愛知）[359]
- 9月24日 - 2013年2月3日、にっぽん縦断 こころ旅〜2012秋の旅〜（NHK BSプレミアム）
- 10月1日 - 12月17日、J'J Hey! Say! JUMP 髙木雄也&知念侑李 ふたりっきり フランス縦断各駅停車の旅（日本テレビ）[360]
- 10月6日 - 12月22日、恋の行き先、タヒチ（テレビ朝日）[361]
- 10月22日 - 2013年3月、ディープピープル（NHK総合）第2期
- 11月3日 - 2013年3月30日、モーゼの道標（千葉テレビ放送）
- 11月11日 - 2013年予定、アジアで花咲け!なでしこたち（NHK BS1）週一レギュラー化
- 12月11日 - 2013年1月15日、路面電車で行く 世界各街停車の旅（BSフジ）全5回

### 再開番組
10月
- 1日
  - それがしりたい〜ニッポンおもしろいネ〜（BS-TBS）[349]※そこが知りたいの放送波移管
  - 飛鳥物語II（BS朝日）[362]
- 2日 - 空から日本を見てみよう＋（BSジャパン）※改題、放送波移管[363]
- 4日 - あなたが主役 50ボイス（NHK総合）
- 5日 - 世界遺産 時を刻む（NHK BSプレミアム）
- 7日
  - ミルク書（TBS）
  - おーすとりっぷ（TBS）[364]
- 11日 - 地球イチバン（NHK総合）

## スポーツ番組

### 終了番組
3月
- 12日 - ドゥ!エアロビック（NHK BSプレミアム）
- 26日 - ぞっこん!スポーツ（札幌テレビ）
- 31日
  - 石川遼スペシャル RESPECT 〜ゴルフを愛する人々へ〜（テレビ東京）
  - GOLF・ダ・ヴィンチ2 〜進化し続けるレッスン〜（BSジャパン）

5月
- 27日 - LIVE&REPORT 中央競馬中継（千葉テレビ）

7月
- 1日 - タカトシ&城の月刊サッカーアース（日本テレビ）

9月
- 29日
  - スポケン!（メ〜テレ）
  - VIVA!SPORTAS（TVQ九州放送）

11月
- 26日 - 銀輪の風〜世界の、シクロ・リポート〜（BS-TBS）

12月
- 22日 - なまうま（フジテレビ）
- 23日
  - 板東英二の南山マスターズ2（中部日本放送）[281]
  - BSフジ競馬中継（BSフジ）
  - パ・リーグ主義（TOKYO MX）

### 開始番組

#### 1 - 3月
1月
- 7日
  - なまうま（フジテレビ）
  - うまンchu（関西テレビ）[365]
- 8日 - 競馬BEAT（関西テレビ・東海テレビ・テレビ西日本 / FNS西日本地区ネット）改題・リニューアル

3月
- 31日 - EVER SPORTS（東北放送）

#### 4月
- 1日
  - Oh!ベイスターズ（TBS）改題
  - Vメシ!JAPAN（フジテレビ）改題[366]
  - パ・リーグ主義（TOKYO MX）
- 2日
  - Sportsプラス（NHK総合）[49]
  - アスリートの魂（NHK BS1）※放送波移管[51]
  - 中井学の超ゴルフ学（BS11）
- 3日 - GOLFアカデミア（テレビ東京）[367]
- 5日
  - ワールドプロレスリングリターンズ（BS朝日）[286]
  - 真弓&勝成のExpert GOLF（サンテレビ）
  - スポーツNext KANSAI（読売テレビ）[368]
- 6日 - なでしこリーグマンスリーダイジェスト（BSフジ）[369]
- 7日 - サタすぽ（北海道文化放送）
- 8日 - マハトマパンチ（札幌テレビ）
- 14日 - SPORTS X（BS朝日）[286]
- 20日 - INAC TV（BSフジ）[369]
- 29日 - ラン×スマ〜街の風になれ〜（NHK BS1）[49]
- 走る男女子部（KBS京都 / テレビ神奈川・千葉テレビ・三重テレビ・サンテレビ）

#### 5 - 6月
- 5月3日 - 福永祐一のジョッキースタイル（テレビ東京）
- 6月1日 - 金曜競馬CLUB（千葉テレビ放送）

#### 10 - 11月
10月
- 2日 - スポーツドキュメント 英雄たちの決断（BS-TBS）[349]
- 6日
  - 競馬展望プラス（千葉テレビ放送）
  - GOLFING WORLD（BSフジ）
- 7日 - ゴルフ侍、見参!（BSジャパン）
- 8日 - ラグビーウィークリー（BS朝日）[370]
- 27日 - 2012年10月 - 2020年6月手越祐也&城彰二のサッカーアース（日本テレビ）

11月
- 1日 - BS1スポーツドキュメンタリー（NHK BS1）
- 11日 - ラン×スマ〜街の風になれ〜（NHK BS1）週一レギュラー化
- 17日 - COLLEGE×SPORT GREEN GENERATION（フジテレビ）[371][372]

### 期間限定番組
- 4月3日 - 6月19日、裸のアスリート〜ROAD TO LONDON〜（BS-TBS）[305]
- 4月7日 - 6月30日(全国ネット)、7月1日 - 9月30日、ごるふなでしこ（テレビ東京）
- 4月8日 - 9月8日、古田敦也のスポーツ・トライアングル（NHK BS1）[49]
- 4月8日 - 9月30日 - 旅RUNガール（テレビ東京）
- 7月24日 - 30日、速報!甲子園への道（朝日放送）
- 8月8日 - 23日、熱闘甲子園（朝日放送・テレビ朝日）
- 8月13日 - 16日、ヤングなでしこ応援委員会（フジテレビ）
- 10月6日 - 12月29日、箱根駅伝への道（日本テレビ）
- 12月1日[373] - 2013年2月2日、CROSS×BATTLE（北海道テレビ）

### 再開番組
- 1月15日 - WIN BY ALL!（千葉テレビ放送）

## バラエティ番組

### 終了番組

#### 2月
- 3日 - その顔が見てみたい（フジテレビ）
- 20日 - 熱中スタジアム（NHK BSプレミアム）

#### 3月
- 3日 - 松本人志のコントMHK（NHK総合）
- 8日 - なるほど!ハイスクール（日本テレビ）
- 13日 - ブラマヨ衝撃ファイル 世界のコワ〜イ女たち（TBS）※レギュラー放送終了
- 14日
  - 海老名さん家の茶ぶ台（TBS）
  - ザ・ベストハウス123（フジテレビ）※レギュラー放送終了[35]
- 16日
  - ちょこっとイイコト 〜岡村ほんこん♥しあわせプロジェクト〜（テレビ東京）
  - ニョッキン7+th（岡山放送）
- 17日 - 夢!どうぶつ大図鑑（TBS）
- 19日 - 冒険チュートリアル（関西テレビ）
- 21日
  - グータンヌーボ（関西テレビ）[36]
  - 5MEN旅（日本テレビ）
  - 世界のみんなに聞いてみた（TBS）
- 22日
  - 私の何がイケないの?（TBS）第1シリーズ終了
  - フェイス（RKB毎日放送）
  - タカトシ牧場+（北海道文化放送）
- 23日 - 人志松本の○○な話（フジテレビ）
- 24日
  - しか〜も!!（日本テレビ）
  - ジョージ・ポットマンの平成史（テレビ東京）
- 25日
  - ホンネ日和（中部日本放送）
  - アナ☆バン（フジテレビ）
  - ヨンパラ FUTUREゲームバトル（TBS）
  - 冒険JAPAN! 関ジャニ∞MAP（朝日放送）
  - わっしょい!5up（朝日放送）
  - ヴァンガ道（テレビ東京）
  - ニッポン!おもてなし旅（読売テレビ）
- 26日 - マニュアル劇団（テレビ朝日）
- 27日 - ソフトくりぃむ（テレビ朝日）
- 28日
  - 志村軒（フジテレビ）
  - すっぽんの女たち2（テレビ朝日）
  - 東京都さまぁ〜ZOO（テレビ東京）
  - CONTACT CAFE C（メ〜テレ）
  - ブギウギ専務（札幌テレビ放送）
  - ミニョン・ヌーボー 里田まいのしゃかりき!（北海道文化放送）
  - ガップリ!〜京からよろしく〜（毎日放送）
- 29日
  - アタラシーノ（テレビ朝日）
  - ろっくとぅざふゅーちゃー（とちぎテレビ）
- 30日
  - 金曜バラエティー（NHK総合）
  - 地球の最先端をスクープ!SCOOPER（日本テレビ）
- 31日
  - ホップ!ステップ!シャンプー!（朝日放送）
  - サタメン!!!（中京テレビ）
  - JAGAJAGA天国（テレビ宮崎）
  - HOT WAVE（テレビ宮崎）

#### 4 - 7月
- 4月1日 - 日曜笑劇場 ほっとけ!3人組（朝日放送）
- 5月31日 - ハロプロ!TIME（テレビ東京）
- 6月25日 - ぷらTWOう（TOKYO MX）
- 7月17日 - 芸能★BANG+（日本テレビ）[77]

#### 8月
- 16日 - みんなのアメカン（日本テレビ）
- 21日 - 超再現!ミステリー（日本テレビ）
- 24日 - 奥の深道〜同類くんの旅〜（フジテレビ）
- 29日 - 世紀のワイドショー!ザ・今夜はヒストリー（TBS）

#### 9月
- 1日 - サタネプ☆ベストテン（TBS）
- 4日 - 教科書にのせたい!（TBS）
- 7日
  - 〜どうぶつ冒険バラエティ〜ワンダ!（テレビ東京）
  - 家族になろう（よ）（テレビ東京）
- 8日 - THEぶっちぎりTV（TBS）
- 16日 - 衝撃速報!アカルイ☆ミライ（毎日放送）
- 17日 - 流行りん♥モンロー!（関西テレビ）
- 19日
  - おノロケ（フジテレビ）
  - ピロロン学園（日本テレビ）
- 20日
  - 5LDK（フジテレビ）
  - 東海地方のコト なるべくちゃんと調べます!（中部日本放送）
- 21日
  - キカナイトF（フジテレビ）
  - E-Girlsが! モンクの叫び（TBS）
  - 落語者（テレビ朝日）
- 24日
  - 世界行ってみたらホントはこんなトコだった!?（フジテレビ）
  - OTOBOKE Bar（TOKYO MX）
- 25日
  - 極嬢ヂカラPREMIUM（テレビ東京）
  - ロケ争奪バラエティ ソガのプワジ（毎日放送）[230]
  - バナナマンのブログ刑事（東海テレビ）
  - 欽ちゃんのニッポン元気化計画（三重テレビ）
- 26日
  - はねるのトびら（フジテレビ）[119]
  - KOZY'S NIGHT 負け犬勝ち犬（テレビ東京）
- 27日
  - TOKYOヒットガール（日本テレビ）
  - くだまき八兵衛X（テレビ東京）
  - 乃木坂浪漫（テレビ東京）
  - SKE48の世界征服女子（中京テレビ）
  - 竹中直人の大人の笑い（BS日テレ）
- 28日 - 情報満喫バラエティ 週末にしたい10のこと!（日本テレビ）
- 29日
  - 週末のシンデレラ 世界!弾丸トラベラー（日本テレビ）[374]
  - Asian Ace（TBS）
  - 淳の乾杯してみたっ!（テレビ東京）
  - マチャミ&なるみのぶっちゃけナハ〜レ!（読売テレビ）[375]
  - おはよう!ジャンジャカランド（TOKYO MX）
- 30日 - 原宿キラキラ学院（テレビ東京）
- 月末 - 地元応援バラエティ このへん!!トラベラー（北海道テレビ、東北放送、テレビ東京、中京テレビ、朝日放送、福岡放送）

#### 10 - 11月
- 10月24日 - 千原ジュニアのまぶしいチカラ（毎日放送）
- 11月30日 - 週刊AKB（テレビ東京）[164]

#### 12月
- 19日 - 本気釣り（テレ朝チャンネル）
- 23日 - ダチョ・リブレ（テレ朝チャンネル）
- 27日 - 河本準一のイラっとくる韓国語講座（テレビ東京）

### 開始番組

#### 1月
- 11日
  - オトナの!（TBS）[376]
  - ぷらTWOう（TOKYO MX）
  - カレー番長の華麗になる店（フジテレビONE）
- 12日 - 東海地方のコト なるべくちゃんと調べます!（中部日本放送）
- 20日 - アンリちゃんの執事（テレビ新広島）
- 25日 - おじゃマップ（フジテレビ）レギュラー化
- 27日 - くせになるややこしさ ブラックマヨネーズのハテナの缶詰（読売テレビ）

#### 2 - 3月
2月1日
- 全力!銭ナール（毎日放送）
- 私達TokyoCheer②Partyです、ハイ!（PigooHD）

3月
- 4日 - やすとものどこいこ!?（テレビ大阪）[377]
- 16日 - 中川家礼二の鉄学の時間（鉄道チャンネル）
- 17日 - もってる!? モテるくん（読売テレビ）※改題

#### 4月
- 1日
  - 原宿キラキラ学院（テレビ東京）
  - よしもと100年愛 笑いの言葉（関西テレビ）
  - クチコミ新発見!旅ぷら（読売テレビ）
- 2日
  - そうだ旅（どっか）に行こう。人生最高の旅 芸能人が突然休みをもらったら…（テレビ東京）[378]
  - 乃木坂浪漫（テレビ東京）
  - グッバイ★ハロー（TOKYO MX）
- 3日 - ごぶごぶ（毎日放送）週一レギュラー化
- 4日
  - 東京上級デート（テレビ朝日）
  - 千原ジュニアのまぶしいチカラ（毎日放送）※改題
- 5日
  - みうら&リリーのうすくてゴメン 相談に答えてない番組（テレビ東京）[379]
  - ジャルジャル×銀シャリ ヤバイブル〜キセキの危機回避マニュアル〜（関西テレビ）[380]
  - ロッケンロール（とちぎテレビ）
  - 向谷鉄道倶楽部（フジテレビNEXT）
- 6日
  - バリバラ〜障害者情報バラエティー〜（NHK大阪放送局 / NHK Eテレ）
  - 未来シアター（日本テレビ）
- 7日
  - 特盛り!テストの花道（NHK Eテレ）[注 46]
  - ぶらぶらサタデー（フジテレビ）
  - リアルスコープZ（フジテレビ）※改題
  - 淳の乾杯してみたっ!（テレビ東京）
  - 海外行くならこーでね〜と!（テレビ東京）
  - オードリーさん、ぜひ会って欲しい人がいるんです!（中京テレビ）
  - NOON TV マッポス（テレビ宮崎）[381]
- 8日
  - 日曜笑劇場 熱血!人情派コメディ しゃかりき駐在さん（朝日放送）
  - 笑顔まんてん タビ好キ（九州朝日放送）
  - アシタスイッチ（中部日本放送）
  - モジーズ&YOU（BSフジ）[382]
  - 高田純次の年金生活（BSジャパン）
  - 向谷鉄道倶楽部Presents駅弁倶楽部（フジテレビNEXT）
- 9日 - 月曜から夜ふかし（日本テレビ）[76]
- 10日
  - 芸能★BANG+（日本テレビ）※改題[75]
  - 東京留学（フジテレビ）
- 11日
  - ピカルの定理（フジテレビ）プライムタイム進出[35]
  - ピロロン学園（日本テレビ）[75]
  - 志村劇場（フジテレビ）※改題
- 12日 - ロケみつ ザ・ワールド（毎日放送）※改題
- 13日
  - 奥の深道〜同類くんの旅〜（フジテレビ）レギュラー放送開始
  - 家族になろう（よ）（テレビ東京）※改題・リニューアル
- 14日
  - コロッケぱらだいす ごきげん歌謡笑劇団（NHK総合）※司会交代、改題
  - ゆる。（岡山放送）[383]
- 15日 - 日曜×芸人（テレビ朝日）
- 17日
  - 超再現!ミステリー（日本テレビ）
  - キャサリン（関西テレビ）
- 18日
  - おノロケ（フジテレビ）
  - きらきらアフロTM（テレビ東京）※改題、全国ネット再開、制作局移管[83]
- 19日
  - みんなのアメカン（日本テレビ）ゴールデンタイム進出、改題
  - 北海道物産展ですけど何か?（北海道放送）
- 20日
  - ガチガセ（日本テレビ）[75]※『なるほどHS』から改題・リニューアル、枠移動
  - キカナイトF（フジテレビ）※改題、枠移動
- 21日 - THEぶっちぎりTV（TBS）
- 22日 - 衝撃速報!アカルイ☆ミライ（毎日放送）
- 23日
  - 流行りん♥モンロー!（関西テレビ）
  - あるあるYYテレビ（TVQ九州放送）
- 25日 - 北のフード熱血応援団 ケッパレ!ごはん（北海道放送）月1回レギュラー放送開始[384]

#### 5月
- 2日 - カンニング竹山の銭ナール（毎日放送）※改題
- 5日 - 漫才のDENDO（朝日放送）[385]
- 6日 - 東西芸人いきなり!2人旅（朝日放送）レギュラー放送開始
- 12日 - おはよう!ジャンジャカランド（TOKYO MX）
- 27日 - ご自慢ライブ おしあげNOW（TOKYO MX）

#### 6月
- 3日 - みんなのバラエティ“みんバラ”（TOKYO MX）
- 5日 - バナナ炎炎（TOKYO MX）改題
- 7日 - ハロー!SATOYAMAライフ（テレビ東京）
- 10日 - 夢中にサンデー!（TOKYO MX）
- 20日 - この時刻表があればご飯何杯でもいける（鉄道チャンネル）

#### 7月
- 3日 - にじどこ〜二次元の入口はどこですか?〜（テレビせとうち）[386]
- 5日
  - ツキギメ!（関西テレビ）[387]
  - ものパチJPN!!（テレビ神奈川）[388]
- 7日
  - ふるさと絶賛バラエティ いーよ!（テレビ愛媛）[389]
  - ゲーム★マニアックス（アニマックス）
- 16日 - 女子アナの罰（TBS）
- 24日 - 徳井と後藤輝基と麗しのSHELLYが今夜くらべてみました（日本テレビ）※『芸能★BANG+』打ち切りに伴う[注 13]

#### 8 - 9月
8月
- 5日 - 男子ごはん（テレビ東京）※出演者療養に伴う一時改題[31]
- 8日 - カンニング竹山の銭ナール女学院（毎日放送）※再改題
- 24日 - KAT-TUNの世界一ダメな夜!（TBS）レギュラー放送開始

9月
- 29日 - 大阪再発見バラエティ 八光のじもとモット!（テレビ大阪）[390]

#### 10月
- 1日
  - ショナイの話（テレビ朝日）[391]
  - 笑点デラックス（BS日テレ）[348]
- 2日 - バナナ塾（東海テレビ）
- 3日 - まいど!ジャーニィ〜（BSフジ）[392]
- 4日
  - 大人のバナナ（テレビ朝日）[391]
  - ぶっくま〜く（南海放送）
  - 加藤浩次の本気対談!コージ魂!!（BS日テレ）[348]
- 5日
  - アイドル界隈（テレビ愛知）[393]
  - 金曜ナミダメ劇場〜涙の数だけキレイになる〜（BS-TBS）[349]
- 6日
  - ウーマン・オン・ザ・プラネット（日本テレビ）[374]
  - 原宿ネストカフェ（TBS）[137]
  - 激論!どっちマニア（テレビ朝日）[391]
  - ナツメ・道楽（テレビ朝日）[391]
  - ざっくりハイタッチ（テレビ東京）※改題
  - 特盛!よしもと 今田・八光のおしゃべりジャングル（読売テレビ）[375]
- 9日
  - 爆笑学園ナセバナ〜ル!（毎日放送）[138][394]
  - キャサリン三世（関西テレビ）※改題[82]
  - 特報!B級ニュースSHOW（テレビ東京）レギュラー放送開始[130]
  - 有吉ジャポン（TBS）レギュラー放送開始[138]
- 10日
  - ナカイの窓（日本テレビ）
  - TOKIOカケル（フジテレビ）[395]
- 11日
  - 使える芸能人は誰だ!?プレッシャーバトル!!（毎日放送）レギュラー放送開始[138]
  - 解禁!暴露ナイト（テレビ東京）レギュラー放送開始[130]
- 12日
  - テラスハウス（フジテレビ）[82][396]
  - 女の子宣言! ヒルぽよTV（毎日放送）[397]
  - 夫婦でありがとう（BSジャパン）[398]
- 13日 - TBS若手ディレクターと石橋の土曜の3回(TBS）[399]
- 14日
  - 日10☆演芸パレード（毎日放送）[400][注 47]
  - 流星★バケーション（TBS）[401]
- 15日 - GIVE&TAKE（フジテレビ）
- 16日
  - ペット大行進! ど〜ぶつくん（テレビ東京）[143]
  - ガチャガチャV6（TBS）
- 17日
  - ハッピーエンド（TBS）
  - ロケットライブ（フジテレビ）
- 18日
  - イカさま☆タコさま（TBS）※枠移動、改題
  - コンちゃんテンちゃん（フジテレビ）
- 19日 - お金がなくても幸せライフ がんばれプアーズ!（テレビ東京）[402]
- 20日
  - ネプの超法則!!（TBS）[138]
  - 超潜入!リアルスコープハイパー（フジテレビ）※再改題[82]
- 21日 - 日曜ゴールデンで何やってんだテレビ（TBS）[144]
- 22日 - 実録世界のミステリー（テレビ東京）※改題
- 23日 - 解決!ナイナイアンサー（日本テレビ）
- 24日 - ニンゲン観察バラエティ モニタリング（TBS）
- 26日
  - アイアンシェフ（フジテレビ）[82][148]
  - 世界ナゼそこに?日本人 〜知られざる波瀾万丈伝〜（テレビ東京）[403]
- 27日 - スギちゃんのほどほどにしてね（中京テレビ）[404]
- 28日 - ワラッタメ天国（フジテレビ）[405]

#### 11月
- 3日
  - みんなで!ニコリッチ（TOKYO MX）[406]
  - NexT（日本テレビ）[407]
- 4日 - タマネギ頭〜徹子さん初体験バラエティー〜（TBSチャンネル1）※改題
- 5日 - ちょこっとアイドル育成バラエティ スタート・スター（テレビ東京）
- 7日 - パテナの神様!（毎日放送）[408]
- 14日 - カンニング竹山のゼニウスの夜（毎日放送）※再々改題

#### 12月
- 1日 - 時代劇体操（時代劇専門チャンネル）[409]
- 7日 - AKB子兎道場（テレビ東京）[164]
- 20日 - 日本演芸保護の会 RED LIST（テレビ大阪）※月1回レギュラー[410]

### 期間限定番組
- 1月7日 - 3月10日、あしたモテ期にな〜れ! てるてるモテるちゃん（読売テレビ）
- 1月7日 - 3月24日、笑う!アメカン（日本テレビ）
- 1月8日 - 3月4日、6月10日 - 8月12日、らくらくゴーゴー!（日テレプラス）
- 1月8日 - 3月25日
  - さくら学院SUN（TOKYO MX）
  - おしゃコレ!サンデーブレイク（TOKYO MX）
- 1月9日 - 10月3日、ミタパンブー（フジテレビ）
- 1月10日 - 3月27日、きらめき女道塾（テレビ東京）[411]
- 1月10日 - 12月2日、カレー番長が行く!（フジテレビONE）
- 1月11日 - 3月28日
  - こんなのアイドルじゃナイン!?（日本テレビ）
  - バカリズム THE MOVIE（TOKYO MX）
- 1月12日 - 3月29日
  - 千原芸能社（関西テレビ）
  - ワールド★カップメン （北海道テレビ）[注 48]
- 1月13日 - 3月23日、きらきらアフロ傑作選（テレビ大阪）[83]
- 1月13日 - 12月21日、ギルガメッシュLIGHT（BSジャパン）
- 1月16日 - 12月27日、ももクロ団（TBS）[412][注 49]
- 1月24日 - 3月27日、我が家の妄想ライセンス（メ〜テレ）[413]
- 1月26日 - 3月29日、堀江ブギーデイズ（関西テレビ）
- 1月28日 - 2月18日、スマイレージのその常識チョトマテクダサイ!（毎日放送）[414]
- 2月1日 - 7月1日、鉄道のススメ。（鉄道チャンネル）
- 3月1日 - 3月29日、AKB48のぐぐたす民（テレビ東京）
- 4月2日 - 7月30日、タナブ倶楽部deどうでしょう（びわ湖放送）
- 4月3日 - 6月19日、たりないふたり〜山里亮太と若林正恭〜（日本テレビ）
- 4月3日 - 6月26日、 SKE48のマジカル・ラジオ2（日本テレビ）
- 4月3日 - 9月25日
  - ゴリゴリくりぃむ（テレビ朝日）
  - ブロサー（テレビ朝日）
  - ナナクロ7（テレビ東京）
  - 2PM&2AM Wander Trip（TOKYO MX）
- 4月4日 - 9月26日
  - 濱キス（テレビ朝日）レギュラー化
  - エビ中の永遠に中学生（仮）（TOKYO MX）
- 4月5日 - 6月28日、探検!秘境駅（北海道テレビ）[注 48][415]
- 4月5日 - 9月27日、世間に飛び出せ!! バナナ藩（テレビ朝日）レギュラー化
- 4月7日 - 6月30日、アイドルの穴2012〜日テレジェニックを探せ!〜（日本テレビ）
- 4月7日 - 11月3日、ニョッキンのつきイチ（岡山放送）※月1回
- 4月9日 - 9月17日、フジテレビに出たい人TV（フジテレビ）
- 4月11日 - 6月27日、はるな愛の愛されごはん（BS11）
- 4月11日 - 9月19日、うもれびと（フジテレビ）
- 4月11日 - 9月26日、タカトシの時間ですよ!（TBS）レギュラー化
- 4月14日 - 9月29日、ナツメのオミミ（テレビ朝日）
- 4月16日 - 7月23日、金銭感覚お試しバラエティ カカクの王様（TBS）
- 4月16日 - 9月24日、完全犯罪ミステリー（テレビ東京）レギュラー化
- 4月17日 - 6月19日、おなちゅう（メ〜テレ）[416]
- 4月17日 - 9月18日、テベ・コンヒーロ（TBS）
- 4月18日 - 9月26日
  - ヨルカミ（毎日放送）
  - イケメン食堂（朝日放送）[417]
- 4月21日 - 9月29日、戦国鍋TV 〜なんとなく歴史が学べる映像〜（テレビ神奈川・千葉テレビ・テレビ埼玉・サンテレビ）第2シリーズ
- 5月2日 - 9月26日、島田秀平の怪談奇談（テレビ東京）[418]
- 5月5日 - 9月29日、新進気鋭 Up-and-coming（日本テレビ）
- 6月6日 - 9月2日、9月16日 - 11月25日、AKB48ネ申テレビ（ファミリー劇場）シーズン10、シーズン11
- 6月10日 - 8月5日、スピード査定バラエティ カラクリマネー（日本テレビ）
- 6月28日 - 9月27日、総合診療医ドクターG（NHK総合）第3シーズン
- 7月3日 - 9月25日、NMB48 げいにん!（日本テレビ）
- 7月4日 - 9月26日、ようこそ!東池袋ヒマワリ荘（日本テレビ）
- 7月4日 - 12月11日、今夜野宿になりまして（テレビ神奈川、他8局）
- 7月5日 - 26日、逆ランキングバラエティ COUNT UP!もうひとつの真実が底にある（関西テレビ）[注 50]
- 7月5日 - 9月27日、実録!?（北海道テレビ）[注 48][419]
- 7月30日 - 10月29日、なんだ君は!?TV（TBS）レギュラー放送
- 8月2日 - 30日、恋クル♥リサイクル 〜私の元カレ、紹介します〜（関西テレビ）[注 50]
- 8月11日 - 12月29日 拝啓!!鉄道人（テレ朝チャンネル）第七シリーズ ※最終シリーズ
- 8月12日 - 9月30日、ここ掘れ!ワンワン!（日本テレビ）
- 9月6日 - 27日、ときめき☆ダンシャリアン〜捨てる勇気、君に届け〜（関西テレビ）[注 50]
- 10月1日 - 12月24日、恋セヨ♥ソウルMAP（テレビ東京）[420]
- 10月2日 - 2013年3月26日、ガリガリくりぃむ（テレビ朝日）※改題[391]
- 10月3日 - 2013年3月27日、キス濱ラーニング（テレビ朝日）※改題、第1シリーズ[391]
- 10月2日 - 2013年3月、I am チャンミン君（TOKYO MX）[421]
- 10月4日 - 2013年3月28日、いいジャン!今夜も! （TOKYO MX）
- 10月4日 - 25日、噂のギョーカイ!激ヤバ鬼発注（関西テレビ）[注 50][422]
- 10月4日 - 12月20日、漁師めし（北海道テレビ）[注 48][423]
- 10月6日 - 2013年3月、TV・局中法度!（テレビ神奈川・千葉テレビ・テレビ埼玉・サンテレビ）[424]
- 10月7日 - 2013年1月13日、HaKaTa百貨店（日本テレビ）[425]
- 10月8日 - 12月24日、方言彼女。0（テレビ埼玉 / テレビ神奈川・千葉テレビ・三重テレビ・KBS京都・サンテレビ）[426]
- 10月12日 - 12月28日、東野・岡村の旅猿 プライベートでごめんなさい…（日本テレビ）第2シーズン[427]
- 10月15日 - 2013年3月、にっぽんのミンイ（フジテレビ）[253]
- 10月20日 - 2013年3月28日、金爆一家（フジテレビ）[428]
- 10月24日 - 12月19日、世界は言葉でできている（フジテレビ）レギュラー再開・ゴールデンタイム進出[82]
- 11月1日 - 29日、ディープな体験100人調査!仰天!濃いバナの館（関西テレビ）[注 50][429]
- 11月4日 - 2013年1月27日（全12回）、大人番組リーグ（WOWOWプライム）[430]
- 12月6日 - 20日、ジロンバ!（関西テレビ）[注 50]

### 再開番組
4月
- 3日 - 6月26日、10月2日 - 12月21日、 絆体感TV 機動戦士ガンダム 第07板倉小隊（テレビ東京）第2・3シリーズ
- 6日 - 笑・神・降・臨（NHK総合）第5シリーズ開始
- 13日 - ドラクロワ（NHK総合）第3シリーズ開始
- 18日 - まさかのホントバラエティー イカさまタコさま（TBS）レギュラー再開・ゴールデンタイム進出
- 19日 - 有田とマツコと男と女（TBS）第2シリーズ開始
- 23日 - 主治医が見つかる診療所（テレビ東京）レギュラー再開

8月
- 23日 - おどおどオードリー（フジテレビONE）第2シーズン開始[431]

9月
- 22日 - お願い!ランキングGOLD（テレビ朝日）レギュラー再開・第2シリーズ開始

10月
- 8日 - 私の何がイケないの?（TBS）レギュラー再開・ゴールデンタイム進出[138]
- 27日
  - サタデー・ナイト・ライブ JPN（フジテレビNEXT）※放送波移管、月1回
  - ナマイキ!あらびき団（TBSチャンネル2）※放送波移管

## クイズ番組

### 終了番組
- 3月25日 - クイズ☆タレント名鑑（TBS）
- 3月28日 - クイズ!スピードキング（テレビ朝日）
- 9月4日 - 仰天クイズ! 珍ルールSHOW（テレビ東京）

### 開始番組
1月
- 11日 - くりぃむクイズ ミラクル9（テレビ朝日）レギュラー放送開始

4月
- 5日 - 連続クイズ ホールドオン!（NHK総合）レギュラー放送開始
- 22日 - タマネギ頭〜徹子さんおもてなしクイズ〜（TBSチャンネル→TBSチャンネル1）[432]
- 28日 - 雑学家族（テレビ朝日）

10月
- 6日
  - フカボリン（テレビ東京）
  - SANDWICH-MAN QUIZ THE PRICE SHOW（千葉テレビ）[433]
- 8日 - Numer0n（フジテレビ）レギュラー放送開始[82]
- 16日 - ソモサン⇔セッパ!（フジテレビ）[434]
- 25日 - 快脳!マジかるハテナ（日本テレビ）[147]

### 期間限定番組
- 1月17日 - 3月27日、脳内ワードQ ヒキダス!（TBS）
- 4月1日 - 6月3日、ブレインアスリート（日本テレビ）
- 4月8日 - 9月30日、脳活アップデートQ!スマートモンキーズ!!（フジテレビ）
- 4月10日 - 9月25日、おもしろ言葉ゲーム OMOJAN（フジテレビ）
- 4月14日 - 9月8日、お願い!ランキングGOLD presents 眠れる才能テスト（テレビ朝日）※リニューアル・改題
- 4月20日 - 7月27日、クイズ!イチガン（TBS）
- 10月9日 - 12月11日、クイズ80（日本テレビ）
- 10月22日 - 12月10日、頭脳回転ずしQ兵衛（関西テレビ）[435]

## 音楽番組

### 終了番組
3月
- 15日 - 読響Symphonic Live〜深夜の音楽会（日本テレビ）
- 16日 - サタテン（NHK名古屋放送局 / NHK総合・中部7県）
- 25日
  - N響アワー（NHK Eテレ）[46]
  - J-MELO（NHK総合）※BSプレミアムへ移管
  - うたうワンワン〜ピンクのブルドッグ〜（読売テレビ）
- 26日 - カミスン!（TBS）
- 27日 - レコ☆Hits!（日本テレビ）
- 28日 - MUSIC FOCUS（千葉テレビ放送）
- 30日 - オンタマ（テレビ朝日）

9月
- 23日 - EXILE魂（毎日放送・TBS）
- 28日 - J-POP青春の'80（NHK BSプレミアム）
- 29日 - K-POPアイドル!登龍門（首都圏トライアングル）

12月
- 17日 - HEY!HEY!HEY! MUSIC CHAMP（フジテレビ）
- 22日 - 月刊Melodix!（テレビ東京）
- 29日 - サブちゃんと歌仲間（テレビ東京）

### 開始番組
1月
- 7日 - COOK音楽（毎日放送）
- 9日 - Musicる TV（テレビ朝日）
- 28日 - gaon TV（BSフジ・DATV）[436]

4月
- 1日
  - ららら♪クラシック（NHK Eテレ）[46]
  - 音楽熱帯夜（NHK BSプレミアム）
- 4日 - MUSIC LAUNCHER（千葉テレビ放送） ※『MUSIC FOCUS』からの改称、リニューアル
- 6日 - ロック兄弟（テレビ東京）
- 8日 - J-MELO（NHK BSプレミアム）※放送波移管
- 18日 - 読響シンフォニックライブ（日本テレビ）
- 19日 - Uta-Tube（NHK名古屋放送局 / NHK総合・中部7県）
- 24日 - 火曜曲!（TBS）
- 27日 - ふたりは最高♪大阪SHOW TIME（NHK大阪放送局 / NHK総合（近畿6府県））[437]

10月
- 3日 - XMusic（東海テレビ）[438]
- 4日 - 東京エトワール音楽院（日本テレビ）
- 7日 - 踊RI場（テレビ東京）
- 8日 - J-POPマンデー（BS朝日）
- 10日 - レシピアン〜音楽と料理de幸せのおもてなし〜（BSフジ）[439]
- 16日 - 今夜はアリエナイト（フジテレビ）
- 20日 - K-POP LAB.（首都圏トライアングル） ※『K-POPアイドル!登龍門』からの改称、リニューアル

11月
- 5日 - EX-LOUNGE（TBS）

12月
- 7日 - MILKY BUNNY 2700（TOKYO MX）

### 期間限定番組
- 1月7日 - 3月24日、アンジェラ・アキのSONG BOOK in English（NHK Eテレ）
- 4月2日 - 9月24日、ゲストとゲスト（テレビ朝日）
- 10月5日 - 2013年3月、佐野元春のザ・ソングライターズ（NHK Eテレ）第4シーズン
- 10月21日 - 2013年3月、スナック喫茶「エデン」（フジテレビ）[440]

### 再開番組
- 4月6日 - 6月29日、ミュージック・ポートレイト（NHK Eテレ）第2シーズン

## 単発・長時間番組枠

### 終了番組
- 3月
  - 19日 - 月曜プレミア!（テレビ東京）
  - 23日 - 金曜スーパープライム（日本テレビ）[75]
  - 30日 - かんさい特集（NHK大阪）
  - 31日 - 土曜α（フジテレビ）
- 9月27日 - スパモク!!（TBS）[138]

### 開始番組
- 1月7日 - サタ★シネ（テレビ東京）[441]
- 4月
  - 4日 - 水曜プレミアシネマ（TBS）
  - 6日 - 金曜ロードSHOW!（日本テレビ）リニューアル、改題
  - 8日 - プレミアムドラマ（NHK BSプレミアム）

### 期間限定番組
- 1月18日 - 3月21日、水曜エンタ!（毎日放送）
- 1月24日 - 4月17日、ミッドナイトパラダイス（読売テレビ）

### 再開番組
- 4月1日 - BSミステリー（BSジャパン）
- 10月3日 - 水トク!（TBS）[132]

## 受賞
国際エミー賞
- ニュース部門：最優秀賞 - 東日本大震災発生時の緊急ニュース（NHK、2011年3月11日 - 3月12日）[442]
- 子どもシリーズドラマ部門：最優秀賞 - 『中学生日記「僕と君のメロディ」』（NHK名古屋放送局制作 / NHK Eテレ、2011年9月2日）[443]

第49回ギャラクシー賞（放送批評懇談会主催）
- 大賞 - 連続テレビ小説『カーネーション』（NHK大阪放送局制作 / NHK総合・BSプレミアム）
- 優秀賞
  - 『鈴木先生』（テレビ東京）
  - 『ハイビジョン特集「しあわせのカタチ〜脚本家・木皿泉 創作の“世界”」』（NHK BSプレミアム、2011年11月12日）
  - 『世界の果てまでイッテQ!イモトが挑む南米大陸最高峰アコンカグア登頂スペシャル』（日本テレビ、2012年2月19日）
- 特別賞 - 『ETV特集「ネットワークでつくる放射能汚染地図」シリーズ』（NHK Eテレ）
- 個人賞 - 小泉今日子

第6回マイベストTVグランプリ
- 『妖怪人間ベム』（日本テレビ）

日本民間放送連盟賞（日本民間放送連盟主催）
- テレビドラマ部門 - 『WOWOW開局20周年記念番組 三谷幸喜「short cut」』（WOWOW）
- テレビ報道部門 - 『死刑弁護人』（東海テレビ）
- テレビ教養部門 - 『仰げば尊し』（読売テレビ）
- テレビエンターテイメント部門 - 『ほこ×たて』（フジテレビ）
- 特別表彰
  - 青少年向け番組 - 『NBS月曜スペシャル 大きくなあれ〜蓼科の高原学校・70日間の成長日記〜』（長野放送）
  - 放送と公共性 - テレビ信州「武道必修化による柔道事故について」

第8回日本放送文化大賞（日本民間放送連盟主催）
- グランプリ - 『明日をあきらめない…がれきの中の新聞社 〜河北新報のいちばん長い日〜』（テレビ東京）
- 準グランプリ - 『原発のまちに生まれて〜誘致50年 福井の苦悩』（福井テレビ）

ABU賞
- 最優秀賞 - 『余命2年の動物園長〜動物たちのいのちが教えてくれること〜』（関西テレビ）[注 51][450]

第20回橋田賞
- 橋田賞
  - 『マルモのおきて』（フジテレビ）
  - 福田靖（テレビ朝日『DOCTORS〜最強の名医〜』脚本）
  - 黒土三男（TBS『居酒屋もへじ』等脚本）
  - 水谷豊（テレビ朝日『相棒』主演）
  - 阿部寛（NHK『坂の上の雲』、TBS『新参者』主演等）
  - 渡瀬恒彦（テレビ朝日『おみやさん』主演）
- 新人賞
  - 長谷川博己（テレビ東京『鈴木先生』主演、日本テレビ『家政婦のミタ』）
  - 満島ひかり（NHK『おひさま』、フジテレビ『それでも、生きてゆく』）
- 新人脚本賞
  - 佳作 - 後藤健之『夏の旅人』
- 20周年記念特別顕彰
  - 『報道の日 2011 記憶と記録そして願い』（TBS）
  - 『NHKスペシャル「シリーズ 巨大津波」』作成チーム（NHK）

東京ドラマアウォード2012
- 連続ドラマ部門
  - グランプリ - 『家政婦のミタ』（日本テレビ）
- 単発ドラマ部門
  - グランプリ - 『明日をあきらめない…がれきの中の新聞社 〜河北新報のいちばん長い日〜』（テレビ東京）
- 主演男優賞 - 堺雅人（フジテレビ『リーガル・ハイ』）
- 主演女優賞 - 尾野真千子（NHK『カーネーション』）

第29回ATP賞テレビグランプリ2012（全日本テレビ番組製作者連盟主催）
- ドラマ部門
  - 最優秀賞 - 『王様の家』（BS朝日、2011年10月12日 - 12月14日）
- ドキュメンタリー部門
  - 最優秀賞 - 『ザ・ノンフィクション特別版「まりあのニューヨーク〜死ぬまでに逢いたい人〜」』（フジテレビ、2011年10月30日）
- 情報・バラエティ部門
  - 最優秀賞 - 『世界の果てまでイッテQ!マッターホルン登頂スペシャル』（日本テレビ、2012年9月30日）

平成24年度文化庁芸術祭賞
- テレビ・ドラマ部門
  - 大賞 - 該当作品なし
  - 優秀賞
    - 『土曜ドラマスペシャル「とんび」（前・後編）』（NHK）
    - 『遅咲きのヒマワリ〜ボクの人生、リニューアル〜』（フジテレビ）
    - 『ドラマWスペシャル「尾根のかなたに〜父と息子の日航機墜落事故〜」（後編）』（WOWOW）
- テレビ・ドキュメンタリー部門
  - 大賞 - 『NHKスペシャル「メルトダウン 連鎖の真相」』（NHK）
  - 優秀賞
    - 『復興の狭間で〜神戸まちづくりの教訓〜』（朝日放送）
    - 『NHKスペシャル「終戦・なぜ早く決められなかったのか」』（NHK）
    - 『笑って泣いて寄り添って』（山口放送）

第63回NHK放送文化賞
- 若尾文子（女優）
- 加山雄三（俳優・歌手）
- 南安雄（作曲家・編曲者・指揮者）
- あさのあつこ（漫画家）
- 吉岡幸雄（染色史家）
- 古井貞熙（工学者）

第38回放送文化基金賞（公益財団法人放送文化基金主催）
- テレビドキュメンタリー部門
  - 『幾歳経るとも要心あれ－2011.03.11.東日本大震災－』（IBC岩手放送）
  - 『NHKスペシャル「38分間 巨大津波 いのちの記録」』（NHK）
- テレビドラマ部門：『坂の上の雲』（NHK）
- テレビエンターテインメント部門：（本賞該当作なし）

第52回モンテカルロ・テレビ祭
- ゴールドニンフ賞（ミニシリーズドラマ部門） - 土曜ドラマスペシャル『とんび（前・後編）』（NHK）[461]
- テレビ映画部門・最優秀監督賞 - 『初秋』（中部日本放送、2011年10月8日）監督・原田眞人[462]

第18回上海テレビ祭（ 中国・上海）
- マグノリア賞（海外テレビドラマ部門）銀賞 -『家政婦のミタ』（日本テレビ）[463]

アジア・テレビジョン・アワード
- 各部門最優秀作品
  - 一般エンターテイメント部門 - 『炎の体育会TV』（TBS）[464]
  - 単発ドラマ・テレビ映画番組部門 - 『WOWOW開局20周年記念番組ドラマWスペシャル 倉本聰「學」』（WOWOW）[465]
  - 時事問題部門 - 『わ・す・れ・な・い〜東日本大震災155日の記録』（フジテレビ）[466]

ソーシャル・テレビ・アワード2012（日経BP社主催）
- 大賞 - 『SPEC〜翔〜』（TBS、2012年4月1日）[468]
- 日経デジタルマーケティング賞 - 『ワールドビジネスサテライト』（テレビ東京）[469]
- 日経エンタテインメント!賞 - 『ZIP!』（日本テレビ）[470]
- 特別賞 - 『NEWS WEB 24』（NHK総合）

第52回ACC CMフェスティバル（全日本シーエム放送連盟主催）
- 総務大臣賞・CMグランプリ - トヨタ自動車企業広告「Re:BORN」編、ほか

マスコミ功労者顕彰（電通主催）
- 放送功労者顕彰
  - 佐々木芳雄（日本テレビ元社長）
  - 斎藤守慶（毎日放送元社長・会長）
  - 中川順（テレビ東京元社長・会長）
  - 氏家齊一郎（日本テレビ元社長・会長、民放連元会長）

第55回JCJ賞（日本ジャーナリスト会議主催）
- NNNドキュメント'12『行くも地獄、戻るも地獄〜倉澤治雄が見た原発ゴミ〜』（日本テレビ・中京テレビ・札幌テレビ制作、2012年3月11日）[473]

グッドデザイン大賞（公益財団法人日本デザイン振興会主催）
- 『デザインあ』（NHK Eテレ）

## 2012年の主なキャンペーン
- 『「それ、」TBSがやります。』（TBS：4月）[474]
- 『ピカる☆フジテレビ』（フジテレビ：4月）
- 『キミと、ずっと。UHB』（北海道文化放送）[475]
- 『ドバドバ!フジテレビ』（フジテレビ：7月）[476]